# SEAT León
SEAT León (španělská výslovnost: [ˈse.at leˈon]), mimo Španělsko psaný rovněž jako Leon, je kompaktní hatchback vyráběný španělským výrobcem automobilů SEAT od října 1998. Označení dostal podle města León. Toto slovo ve španělštině znamená také „lev“.
První dvě generace modelu Leon používaly různé verze platformy A koncernu Volkswagen a sdílely mnoho komponentů s ostatními vozy koncernu Volkswagen. Třetí a čtvrtá (aktuální) generace používají platformu MQB koncernu Volkswagen, sdílenou mimo jiné s modely Audi A3 (3. a 4. generace), Volkswagen Golf (7. a 8. generace) a Škoda Octavia (3. a 4. generace).

## První generace (1M; 1998)

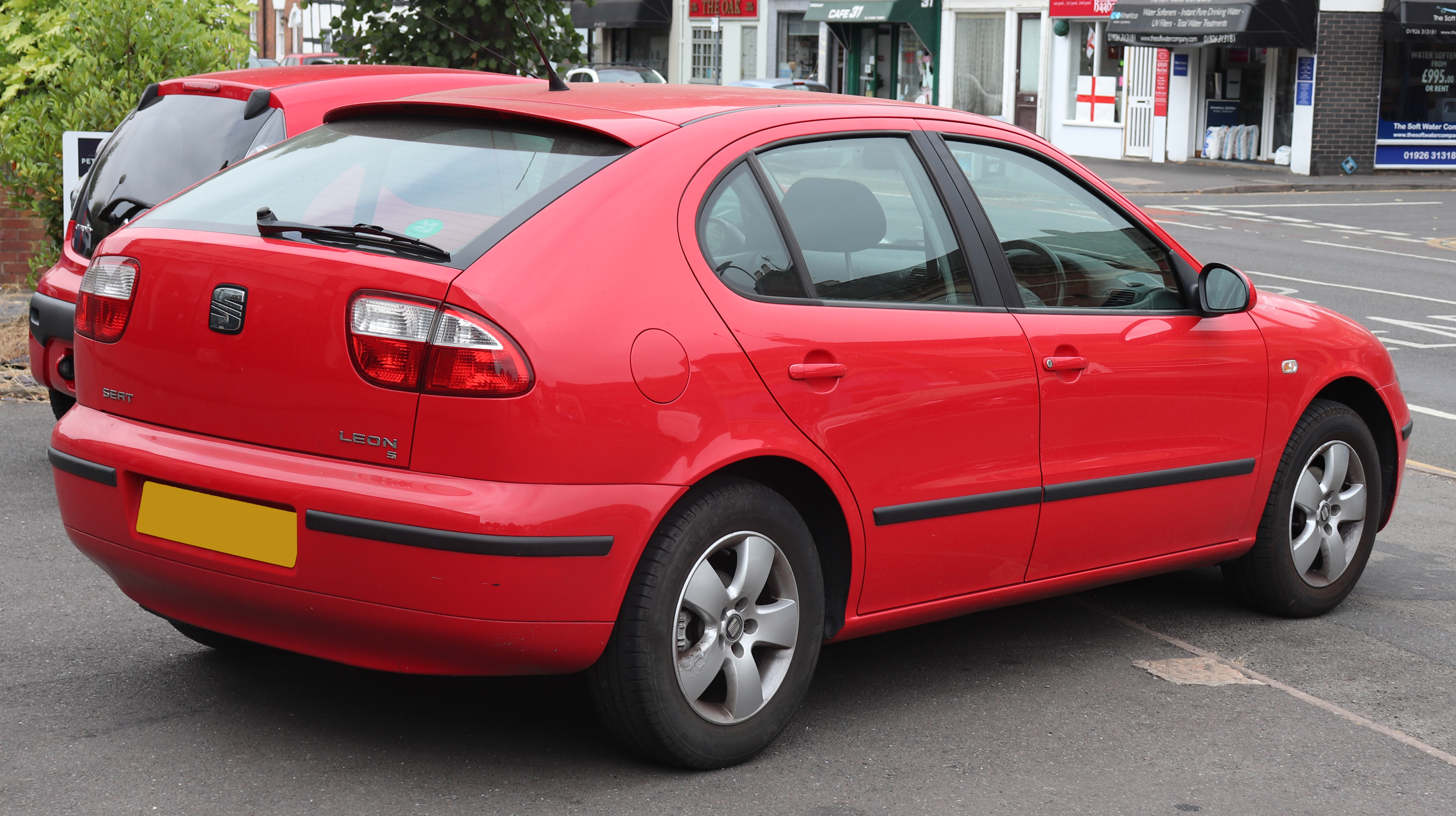
Zpětný pohled

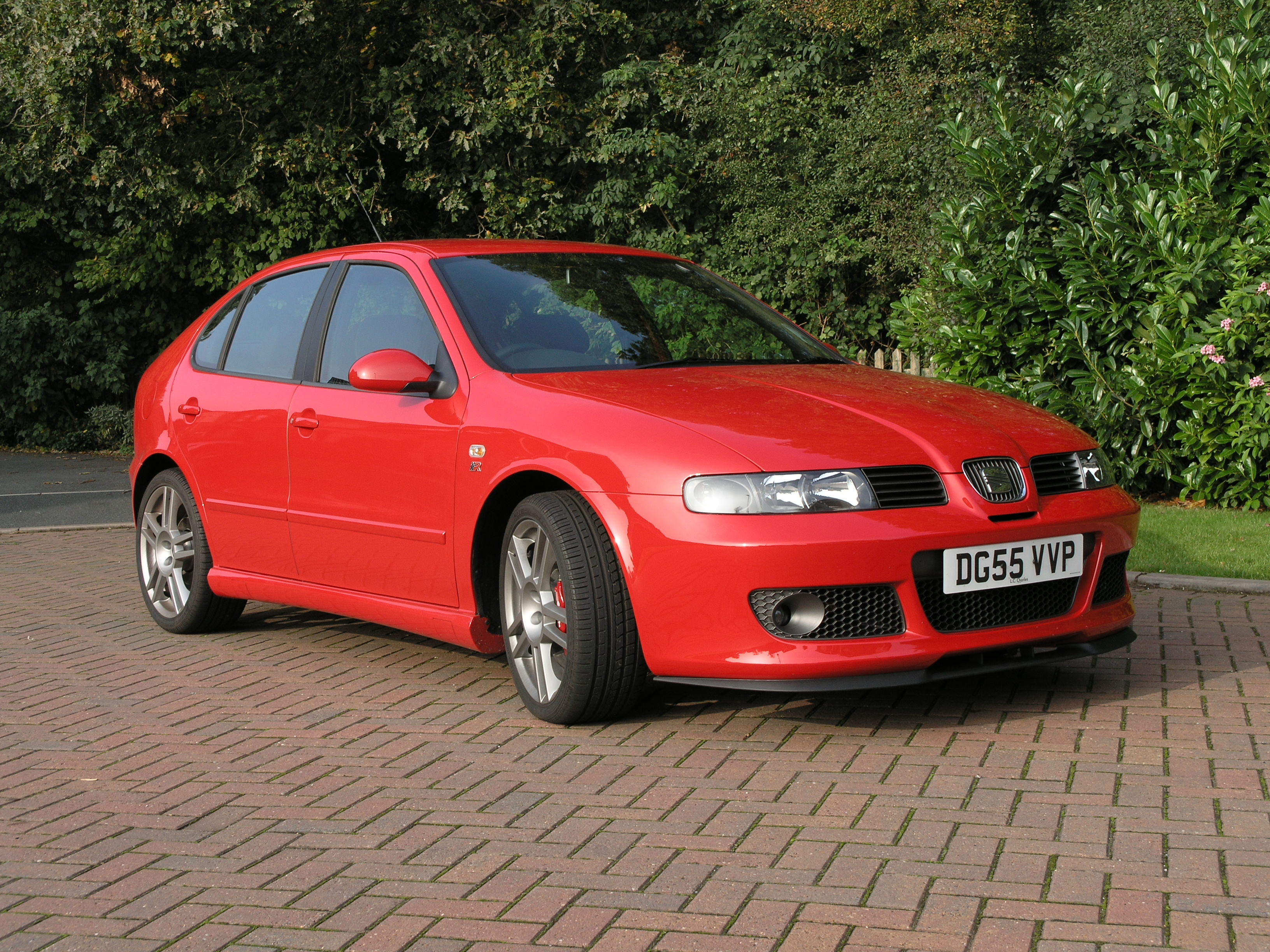
SEAT Leon Mk1 Cupra R.

První SEAT Leon (v rámci koncernu Volkswagen typ 1M), představený v roce 1999, se dodával pouze s karoserií hatchback a byl technicky spřízněný se sedanem SEAT Toledo. Jeho základem byla platforma A4 (PQ34) koncernu Volkswagen. Leon jejím prostřednictvím sdílel mnoho komponentů s ostatními koncernovými modely, například se 4. generací modelu Volkswagen Golf nebo s modely Volkswagen Bora a Audi A3. Převážná část vozů Leon vznikla ve výrobním závodě SEAT v Martorellu, montáž malé části, 13 401 vozů, zajistil v roce 2000 belgický závod koncernu Volkswagen. První generace modelu Leon byla prvním modelem značky SEAT v segmentu C od jejího začlenění do koncernu Volkswagen a na trhu byla nabízena jako sportovnější a levnější varianta Golfu. Sportovní image umocňuje mírně agresivnější vzhled. Dražší verze byly vybaveny relativně výkonnějšími spalovacími motory a tužším odpružením, které zlepšovalo ovladatelnost. Přístrojová deska v interiéru byla odvozena od první generace Audi A3

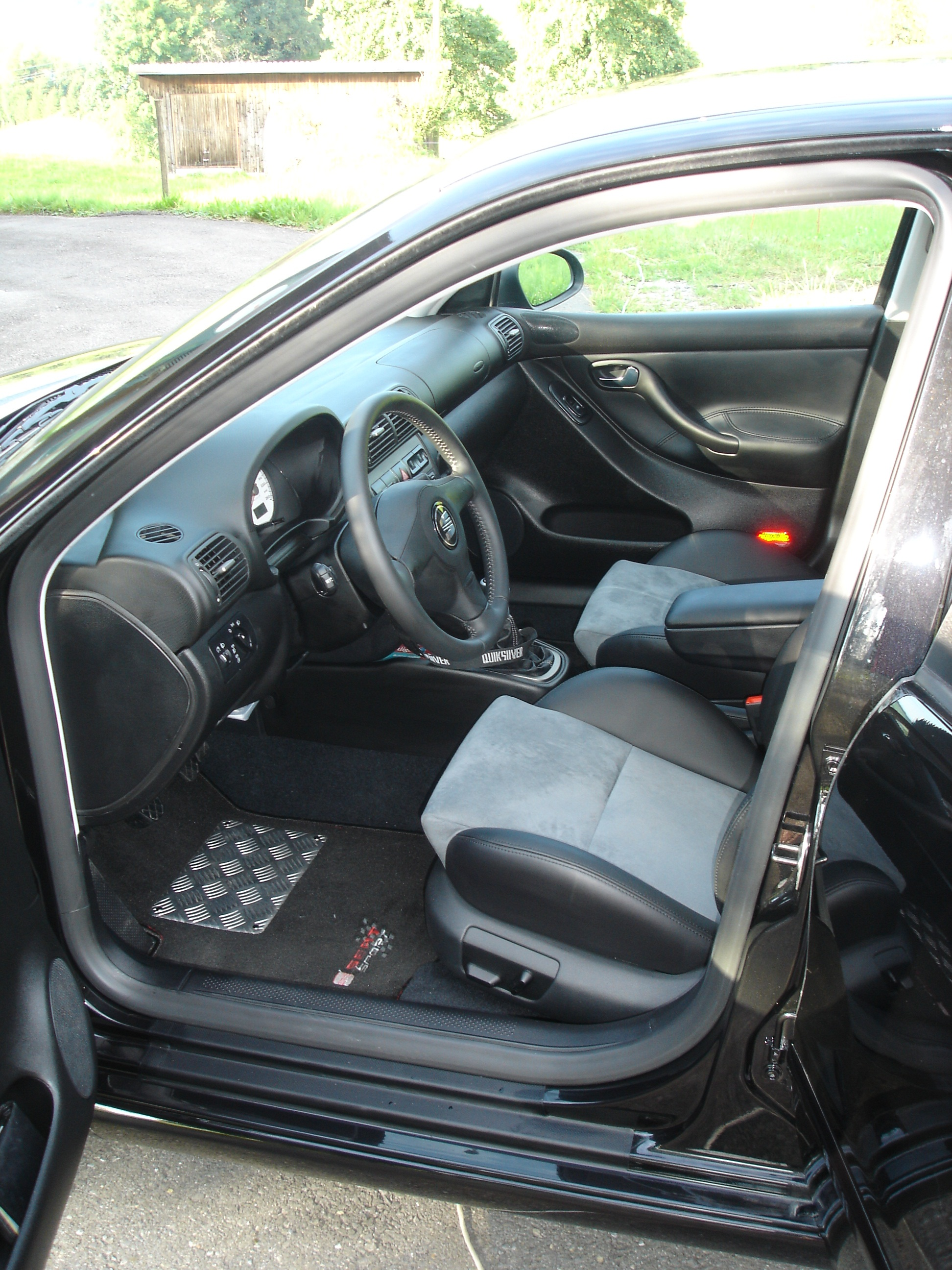
Interiér

Paleta nabízených motorů zahrnovala zážehové jednotky 1,4 litru 16V o výkonu 55 kW (75 k), 1,6 litru 8V s výkonem 74 kW (100 k), kterou později nahradila šestnáctiventilová verze vyladěná na 77 kW (105 k), a dvě varianty koncernového přeplňovaného motoru 1,8 litru s 20 ventily. V některých zemích se prodával také motor VR6 2,8 litru s nejvyšším výkonem 150 kW (204 k).
Původní „Leon 20VT“ (později se prodával pod označením „CUPRA“ a poté „FR“) měl motor 1.8 Turbo s výkonem 132 kW (180 k) a „Leon CUPRA R“ poskytoval výkon 154 kW (210 k), zvýšený později na 165 kW (224 k). Zpočátku byl nabízen pouze se třemi barvami karoserie (červená, žlutá, černá) jako připomínka barev na státních vlajkách Španělska a Německa a odkaz na kořeny společného projektu, jímž tento model původně byl.
V některých zemích se prodával také model „CUPRA 4“, vybavený motorem VR6 2,8 litru o výkonu 150 kW (204 k) a pohonem všech kol se stejnou vícelamelovou mezinápravovou spojkou Haldex, kterou používal i Volkswagen Golf 4Motion. Zákazníci měli na výběr také řadu vznětových motorů TDI s přeplňováním turbodmychadlem a přímým vstřikováním nafty. Jedním z nich byla i verze koncernového motoru 1.9 TDI vyladěná na 110 kW (150 k), která se původně prodávala jako „CUPRA 4 TDI“ s pohonem všech kol, ovšem jen po dobu jednoho roku a pouze v některých zemích, poté se postupně dodávala v řadě verzí „Evolution“ a výbavových liniích „Top Sport“ a „FR“ (Formula Racing). V ostatních zemích nesl tento model označení „CUPRA“ a pak „FR“. Následoval omezený počet vozů s označením „FR+“ a upravenou karoserií zážehovým motorem poháněného modelu „CUPRA R“. Méně výkonné vznětové verze se dodávaly ve výkonových stupních 66 kW (90 k), 81 kW (110 k) a 96 kW (130 k).

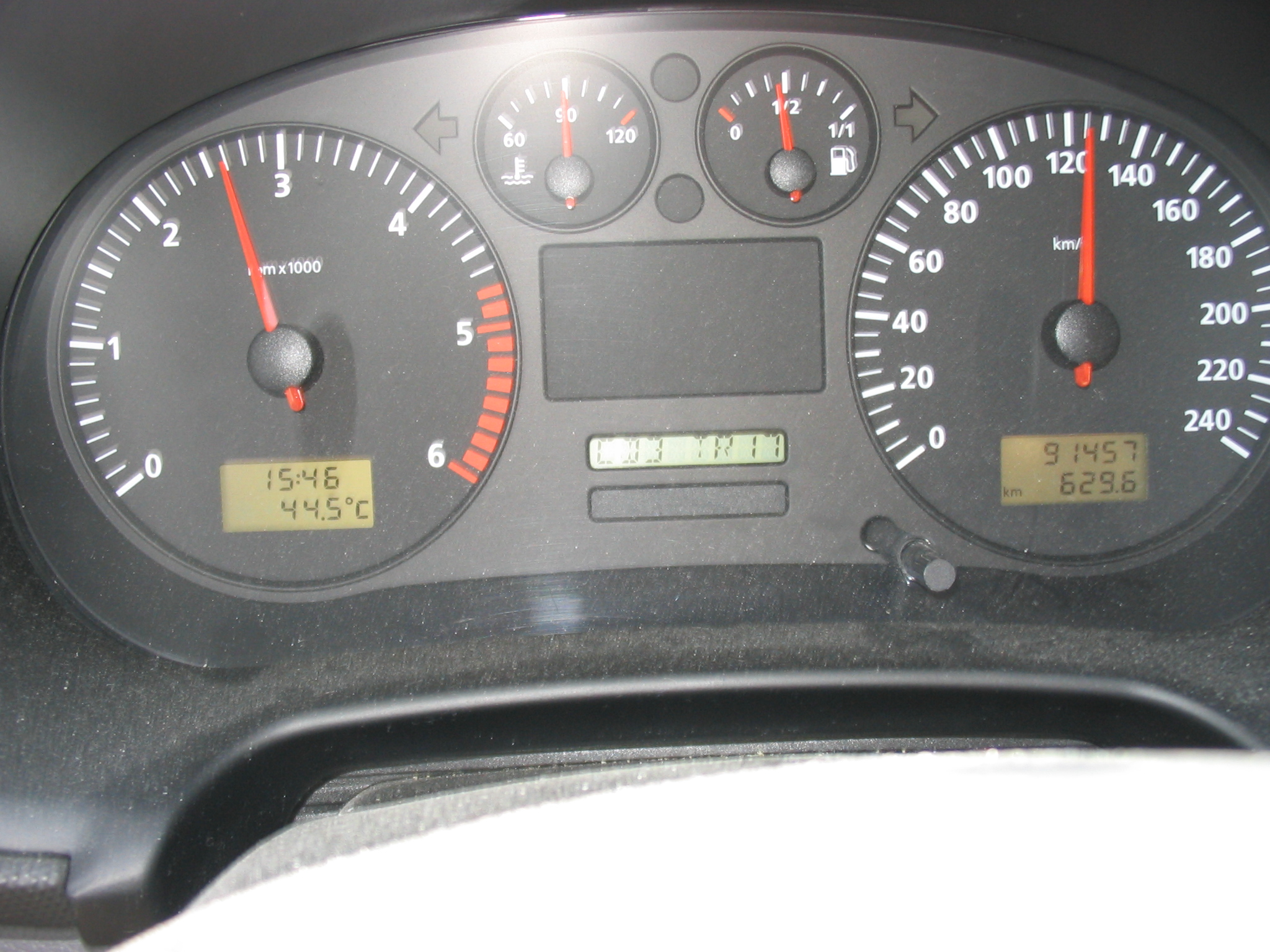
Přístrojová deska SEAT Leon Mk1

Všechny motory s výkonem nad 96 kW (130 k) měly standardně šestistupňovou mechanickou převodovku. Většina variant měla zadní kola zavěšená na vlečených ramenech spojených torzně poddajnou příčkou, zatímco vrcholné verze a vozy s pohonem všech kol byly vybaveny nezávislým víceprvkovým zavěšením. Všechny verze používaly kotoučové brzdy na všech kolech (vpředu s vnitřním chlazením, jímž některé verze disponovaly i vzadu).

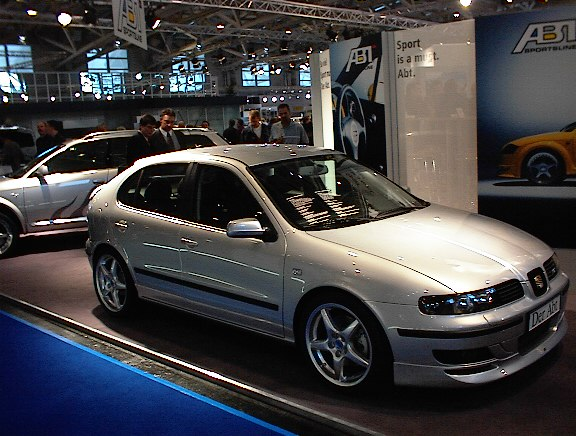
SEAT Leon Mk1 ABT

V Mexiku se stal Leon velmi oblíbeným vozem mezi mladými lidmi z vyšších společenských vrstev. Jediným problémem, jímž Leon v Mexiku trpěl, bylo sportovní nastavení podvozku, které nebylo koncipováno pro špatný stav mexických silnic s mnoha nerovnostmi a výmoly.
Ve Švýcarsku se oficiálně nabízela verze Leonu upravená společností Abt Sportsline. SEAT Leon CUPRA 4 Kompressor měl pohon všech kol a motor VR6 2,8 litru, avšak s nejvyšším výkonem 206 kW (280 k) a maximálním točivým momentem 323 N.m..
Sériová výroba typu 1M skončila v květnu 2006. Fanoušci však ještě dlouho oceňovali skvělé vlastnosti 1. generace modelu SEAT Leon CUPRA R, kterou v anketě časopisu Autocar o „nejlepší ostrý hatchback všech dob“ zvolili v roce 2010 mezi deset historicky nejlepších hatchbacků podle preferencí čtenářů. CUPRA R se umístila na 7. místě.

### Ocenění

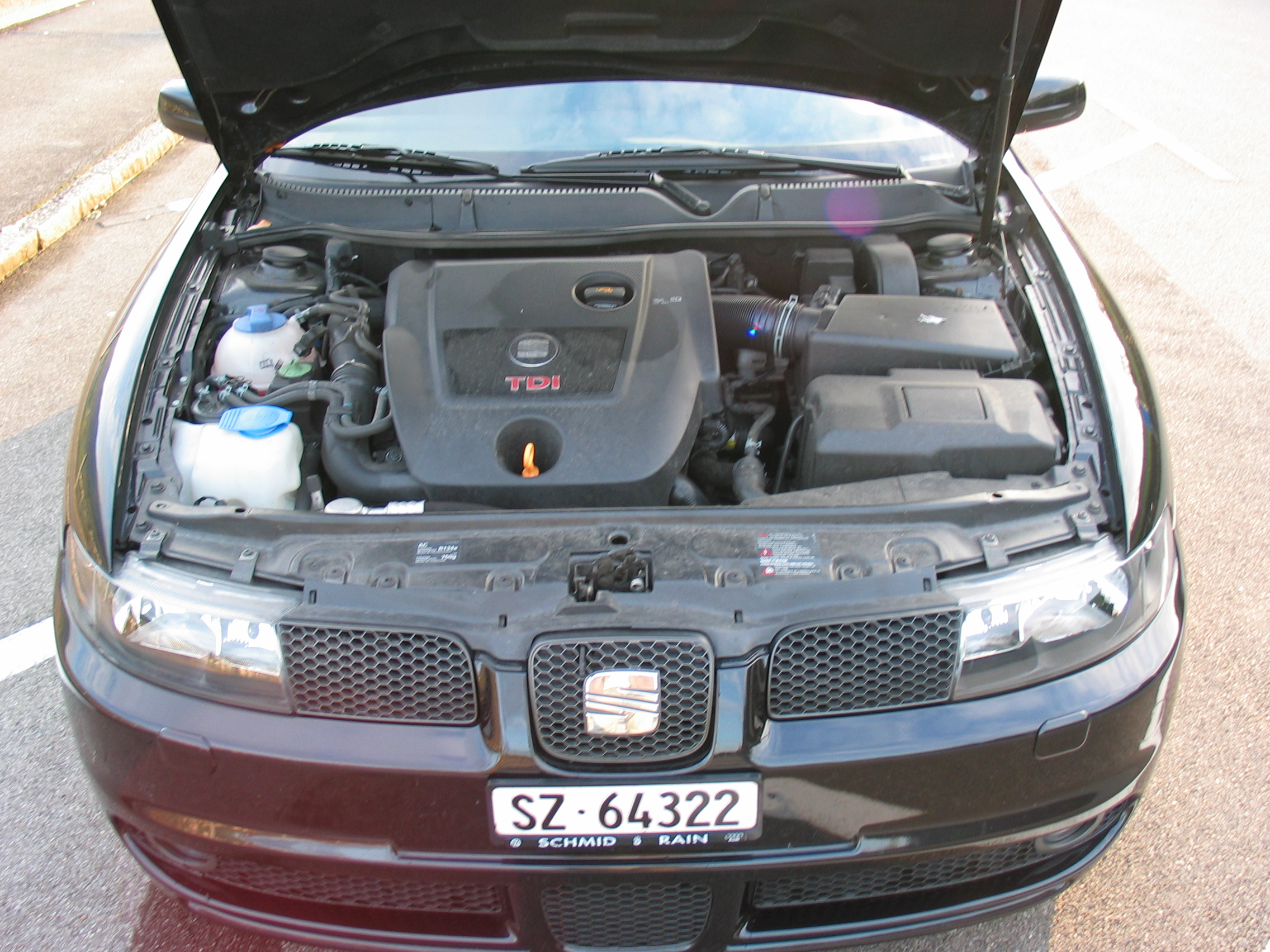
Motorový prostor SEAT Leon Mk1 TDI

- Cena „Carro do Ano“ (Auto roku) v roce 2001 v Portugalsku
- „Nejuspokojivější auto roku 2007“ v Polsku od polského časopisu Auto Swiat

### Nabídka motorů
SEAT Leon typu 1M se dodával s následujícími spalovacími motory, z nichž většinu sdílel s ostatními značkami koncernu Volkswagen.
| Engine designation                                                 | Displacement, configuration, valvetrain, fuel system           | Max. motive power at engine speed                | Max. torque at engine speed                  | Engine ID code(s)       | Dates             |
| ------------------------------------------------------------------ | -------------------------------------------------------------- | ------------------------------------------------ | -------------------------------------------- | ----------------------- | ----------------- |
| Petrol engines, all multi-point electronic indirect fuel injection |                                                                |                                                  |                                              |                         |                   |
| 1.4 16v                                                            | 1390 cc inline-4 DOHC 16v                                      | 75 metric horsepower (55 kW; 74 bhp) at 5,000    | 126 newton metre (93 lbf·ft) at 3,800        | AHW; APE; AUA; AXP; BCA | 11/1999 – 10/2005 |
| 1.6                                                                | 1595 cc inline-4 SOHC 8v                                       | 100 metric horsepower (74 kW; 99 bhp) at 5,600   | 145 newton metre (107 lbf·ft) at 3,800       | AEH; AKL                | 08/1999 – 10/2005 |
| 1.6                                                                | 1595 cc inline-4 SOHC 8v                                       | 102 metric horsepower (75 kW; 101 bhp) at 5,600  | 148 newton metre (109 lbf·ft) at 3,800       | BFQ                     | 10/2005 – 06/2006 |
| 1.6 16v                                                            | 1598 cc inline-4 DOHC 16v                                      | 105 metric horsepower (77 kW; 104 bhp) at 5,700  | 148 newton metre (109 lbf·ft) at 4,500       | AUS; AZD; BCB           | 06/2000 – 06/2006 |
| 1.8 20v                                                            | 1781 cc inline-4 DOHC 20v                                      | 125 metric horsepower (92 kW; 123 bhp) at 6,000  | 170 newton metre (125 lbf·ft) at 4,200       | AGN; APG                | 11/1999 – 10/2005 |
| 1.8 20vT Cupra                                                     | 1781 cc inline-4 DOHC 20v Turbo                                | 180 metric horsepower (132 kW; 178 bhp) at 5,500 | 235 newton metre (173 lbf·ft) at 1,950–5,000 | AJQ; APP; ARY; AUQ      | 08/1999 – 10/2005 |
| 1.8 20vT Cupra R                                                   | 1781 cc inline-4 DOHC 20v Turbo                                | 210 metric horsepower (154 kW; 207 bhp)          | 270 newton metre (199 lbf·ft)                | AMK                     | 05/2002 – 05/2003 |
| 1.8 20vT Cupra R                                                   | 1781 cc inline-4 DOHC 20v Turbo                                | 225 metric horsepower (165 kW; 222 bhp) at 5,900 | 280 newton metre (207 lbf·ft) at 2,200–5,500 | BAM                     | 05/2003 – 06/2006 |
| 2.8 VR6 24v Cupra 4                                                | 2792 cc 15° VR6 DOHC 24v                                       | 204 metric horsepower (150 kW; 201 bhp) at 6,200 | 265 newton metre (195 lbf·ft) at 3,400       | AUE; BDE                | 10/2000 – 04/2004 |
| Diesel engines, all direct injected                                |                                                                |                                                  |                                              |                         |                   |
| 1.9 SDI                                                            | 1896 cc inline-4 SOHC 8v, VP37 distributor-type injection pump | 68 metric horsepower (50 kW; 67 bhp) at 4,000    | 133 newton metre (98 lbf·ft) at 1,800        | AQM                     | 06/2000 – 10/2003 |
| 1.9 TDI                                                            | 1896 cc inline-4 SOHC 8v, VP37 distributor-type injection pump | 90 metric horsepower (66 kW; 89 bhp) at 3,750    | 210 newton metre (155 lbf·ft) at 1,900       | AGR; ALH                | 11/1999 – 10/2005 |
| 1.9 TDI                                                            | 1896 cc inline-4 SOHC 8v, Pumpe Düse Unit Injectors (PD)       | 100 metric horsepower (74 kW; 99 bhp) at 4,000   | 240 newton metre (177 lbf·ft) at 1,800–2,400 | AXR                     | 10/2005 – 06/2006 |
| 1.9 TDI                                                            | 1896 cc inline-4 SOHC 8v, VP37 distributor-type injection pump | 110 metric horsepower (81 kW; 108 bhp) at 4,150  | 235 newton metre (173 lbf·ft) at 1,900       | AHF; ASV                | 10/1999 – 10/2005 |
| 1.9 TDI                                                            | 1896 cc inline-4 SOHC 8v, Pumpe Düse unit injectors (PD)       | 130 metric horsepower (96 kW; 128 bhp) at 4,000  | 310 newton metre (229 lbf·ft) at 1,900       | ASZ                     | 05/2003 – 06/2006 |
| 1.9 TDI                                                            | 1896 cc inline-4 SOHC 8v, Pumpe Düse unit injectors (PD)       | 150 metric horsepower (110 kW; 148 bhp) at 4,000 | 320 newton metre (236 lbf·ft) at 1,900       | ARL                     | 09/2000 – 12/2005 |

## Druhá generace (1P; 2005)

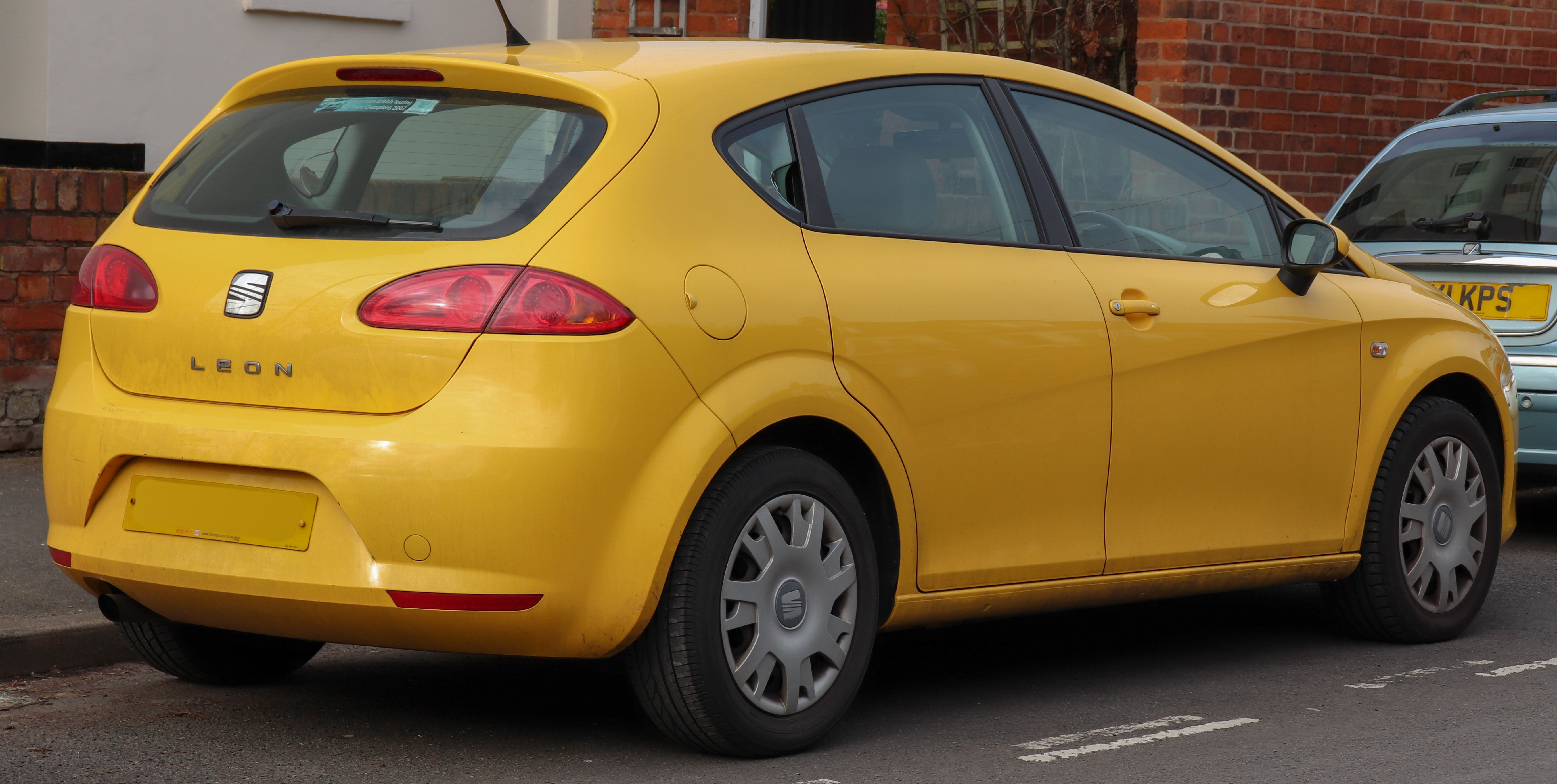
SEAT Leon Mk2

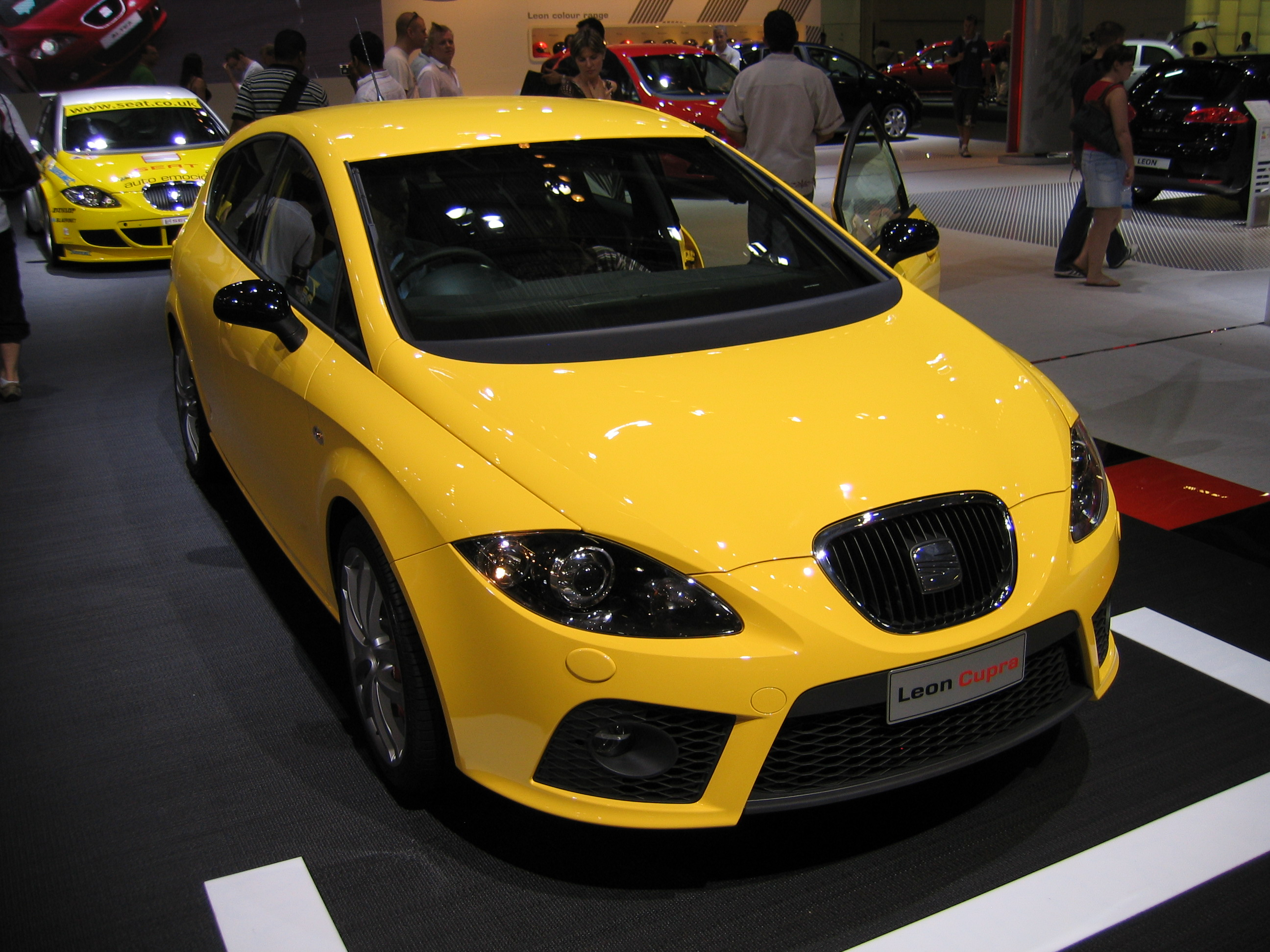
SEAT Leon Cupra

Druhá generace modelu Leon, typ 1P, byla představena v roce 2005 a její sériová výroba byla zahájena v květnu 2005. Jejím základem byla platforma A5 (PQ35) koncernu Volkswagen, používaná například 5. generací modelu Volkswagen Golf. Druhá generace Leonu se vyráběla ve Španělsku a měla ostřejší vnější vzhled s vertikální klidovou polohou stěračů a více integrované vnější kliky zadních dveří, podobným způsobem jako na některých nedávných modelech Alfa Romeo. Design vznikl pod vedením Waltera de Silvy. Vůz se vyznačoval stejným designovým stylem, s nímž přišel model SEAT Altea.
Základní verze nabízela nový zážehový motor 1.2 TSI 16V s výkonem 77 kW (105 k). Na některých trzích (např. v Řecku, Rumunsku a Itálii) byl Leon k dispozici s motorem 1.4 MPI o výkonu 63 kW (86 k). Sportovnější varianty začínaly od výkonu 110 kW (150 k) dvoulitrové zážehové jednotky FSI (Fuel Stratified Injection), resp. 103 kW (140 k) oblíbených turbodieselů TDI (Turbocharged Direct Injection). Oba motory se standardně dodávaly s šestistupňovou mechanickou převodovkou, zatímco na přání byla k dispozici šestistupňová nebo sedmistupňová dvouspojková převodovka DSG (Direct Shift Gearbox). Později byla představena specifická verze motoru 2.0 TFSI pro model Leon s výkonem 136 kW (185 k), ale navzdory nízké ceně a dynamickým jízdním výkonům přitáhla jen malou pozornost a obdržela průměrné hodnocení v testech. Tato verze proto byla později nahrazena sportovnějšími variantami FR
Prvním opravdu sportovním Leonem v této nové modelové řadě byl Leon FR se dvěma koncovkami výfukové soustavy na levé straně, sportovními sedadly a logem FR na hlavicí řadicí páky pro odlišení od méně dynamických verzí. Leon FR byl představen v červnu 2006, kdy konečně obdržel motor 2.0 TFSI o výkonu 147 kW (200 k) z modelu Volkswagen Golf V GTI a verzi motoru 2.0 TDI o výkonu 125 kW (170 k) používanou v modelech Golf a Audi A3. Standardní výbava zahrnovala také automatickou klimatizaci.
Další verzí byl model CUPRA s motorem 2.0 TFSI o výkonu 177 kW (241 k), který umožňoval zrychlení z 0 na 100 km/h za 6,4 sekundy. CUPRA měla v sériové výbavě 18“ kola z lehké slitiny s 5 dvojitými paprsky, červené brzdové třmeny, oválnou koncovku výfukové soustavy CUPRA, nové jedinečné laky karoserie a sportovní sedadla s výraznými bočními polštáři a logem CUPRA. Rovněž standardně se dodávaly odvrtávané hliníkové sportovní pedály.

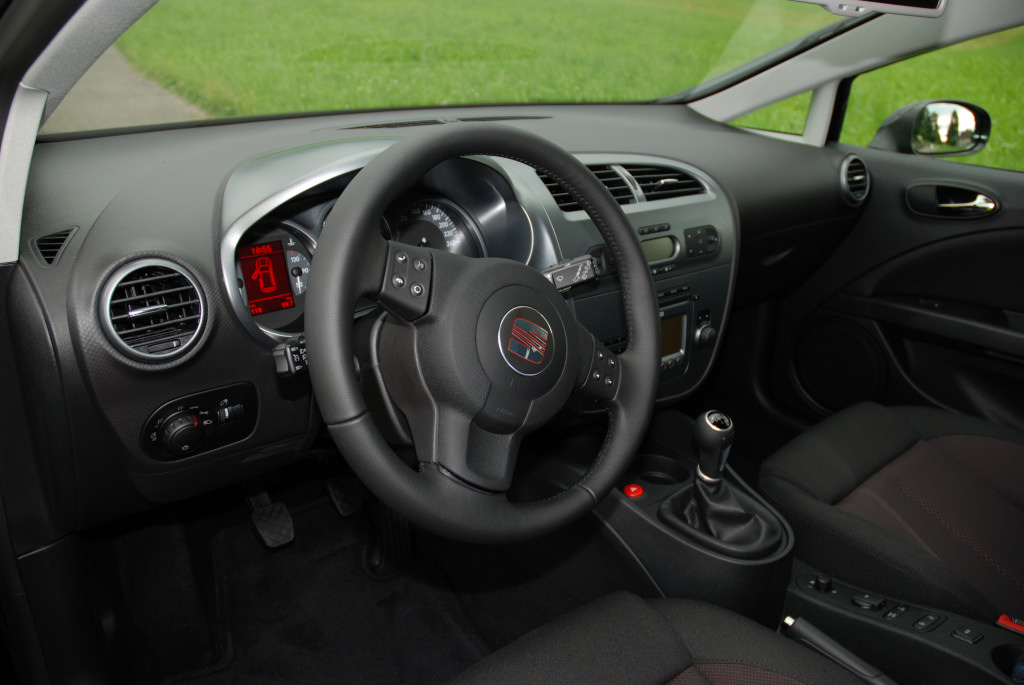
Interiér před faceliftem SEAT Leon Mk2

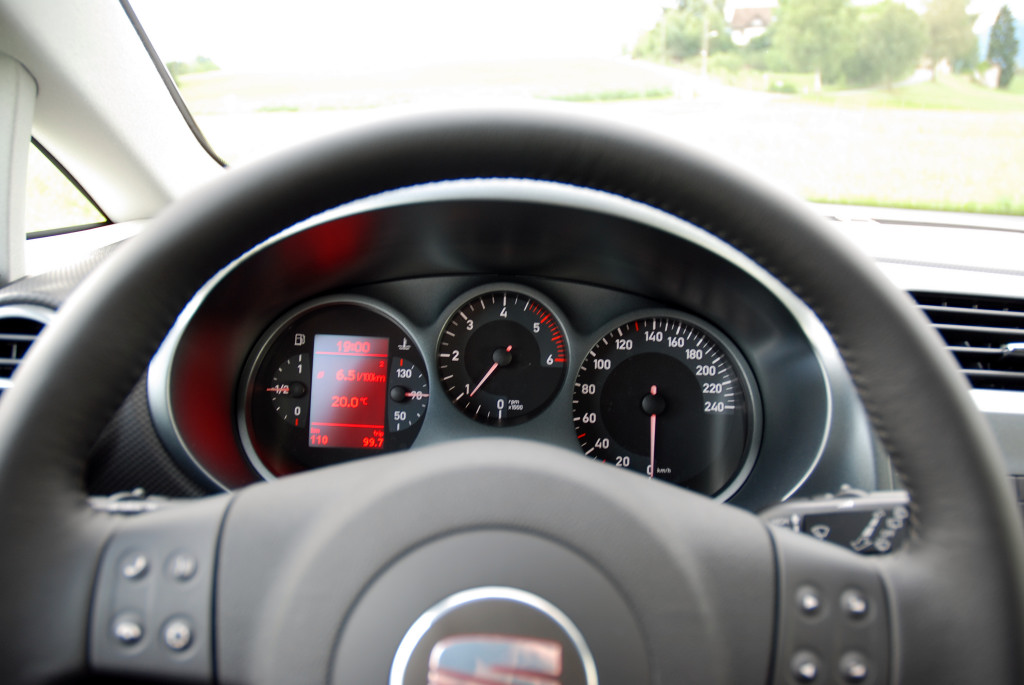
Přístrojový panel před faceliftem SEAT Leon Mk2

Na vrcholu modelové řady stál model CUPRA R s motorem 2.0 TFSI. Jednalo se o stejnou verzi jednotky o výkonu 195 kW (265 k), používanou v modelech Audi S3, Golf R a Scirocco R. Leon CUPRA R dokázal zrychlit z 0 na 100 km/h za 6,2 sekundy a jet nejvyšší rychlostí elektronicky omezenou na 250 km/h.
V roce 2008 byl na trh ve Velké Británii uveden Leon CUPRA ve verzi K1 s rozsáhle nově navrženými nárazníky vpředu a vzadu, bočními prahy a výraznějším spoilerem na zadním výklopném víku. Verze K1 byla považována za limitovanou edici, nabízenou pouze na trhu ve Velké Británii v letech 2008 až 2009.
SEAT Leon CUPRA posloužil v roce 2009 jako vzor pro závodní vůz v závodní hře SEAT CUPRA pro mobilní zařízení Apple iPhone/iPod touch dostupné prostřednictvím App Store na iTunes. Ve stejném roce prošla modelová řada Leon modernizací.

### Ocenění
- Cena „Red Dot“ v roce 2006 [13]
- „Nejlepší auto roku 2009“ pro importovaný segment kompaktních automobilů v Německu, německý časopis Auto-motor-und-sport [14]
- „Firmenauto des Jahres 2006“, německý časopis Firmenauto [15]
- „Auto roku 2006“ v Dánsku
- 'Diesel Car of the Year 2006' ve Skotsku (pro 170 hp 2,0 TDI Leon FR)
- „Auto 1“ roku 2006 ve Španělsku, časopis Auto Bild
- „Univerzitní auto roku 2007“ ve Španělsku, španělští studenti vysokých škol [16]
- „Řecké auto roku 2007“ [17]
- „GTI roku 2006–2007“ v Řecku pro SEAT Leon Cupra, řecký časopis 4-Trohoi [18]

### Speciální edice

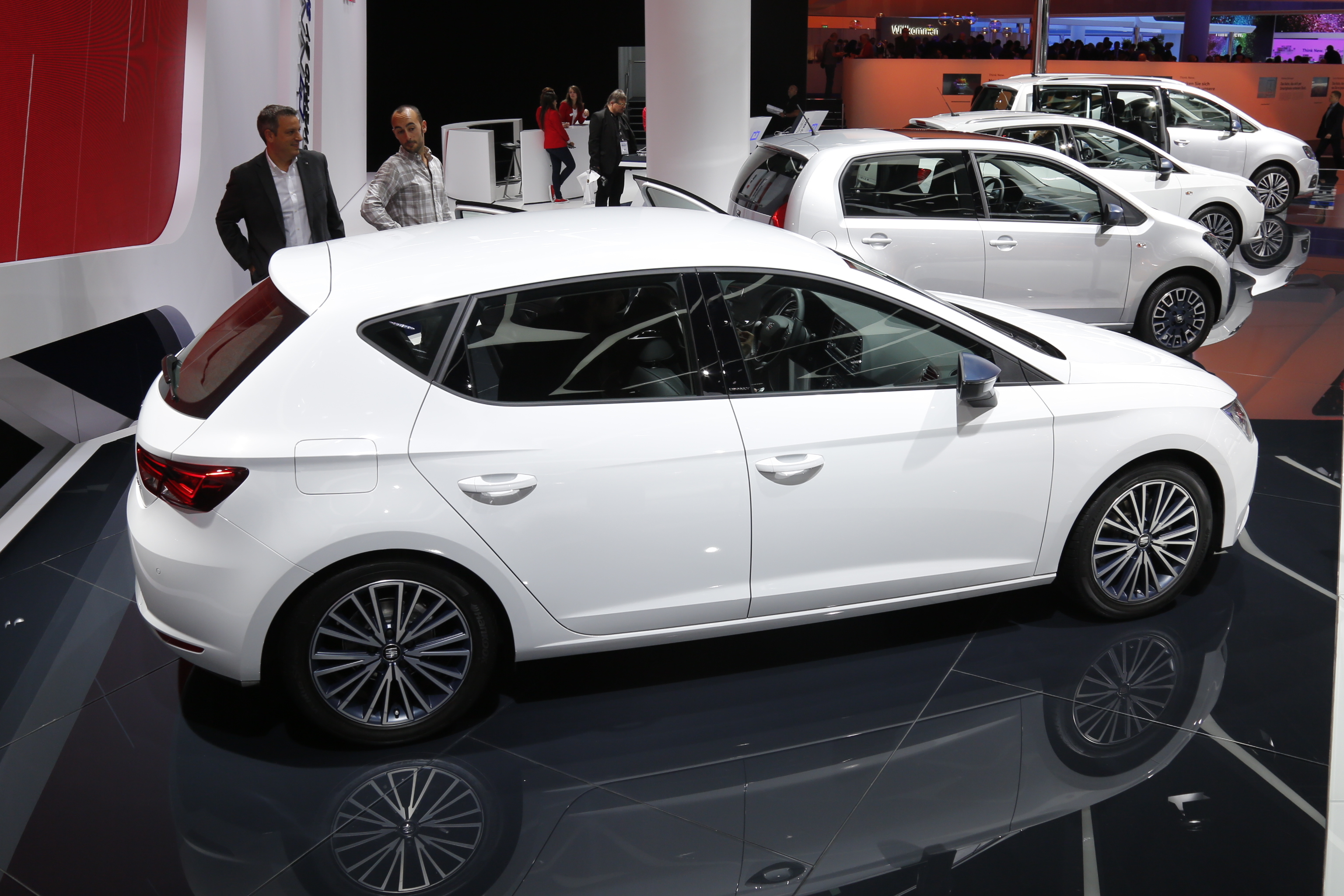
Bílý SEAT Leon CONNECT na Frankfurtském autosalonu

#### Copa Edition

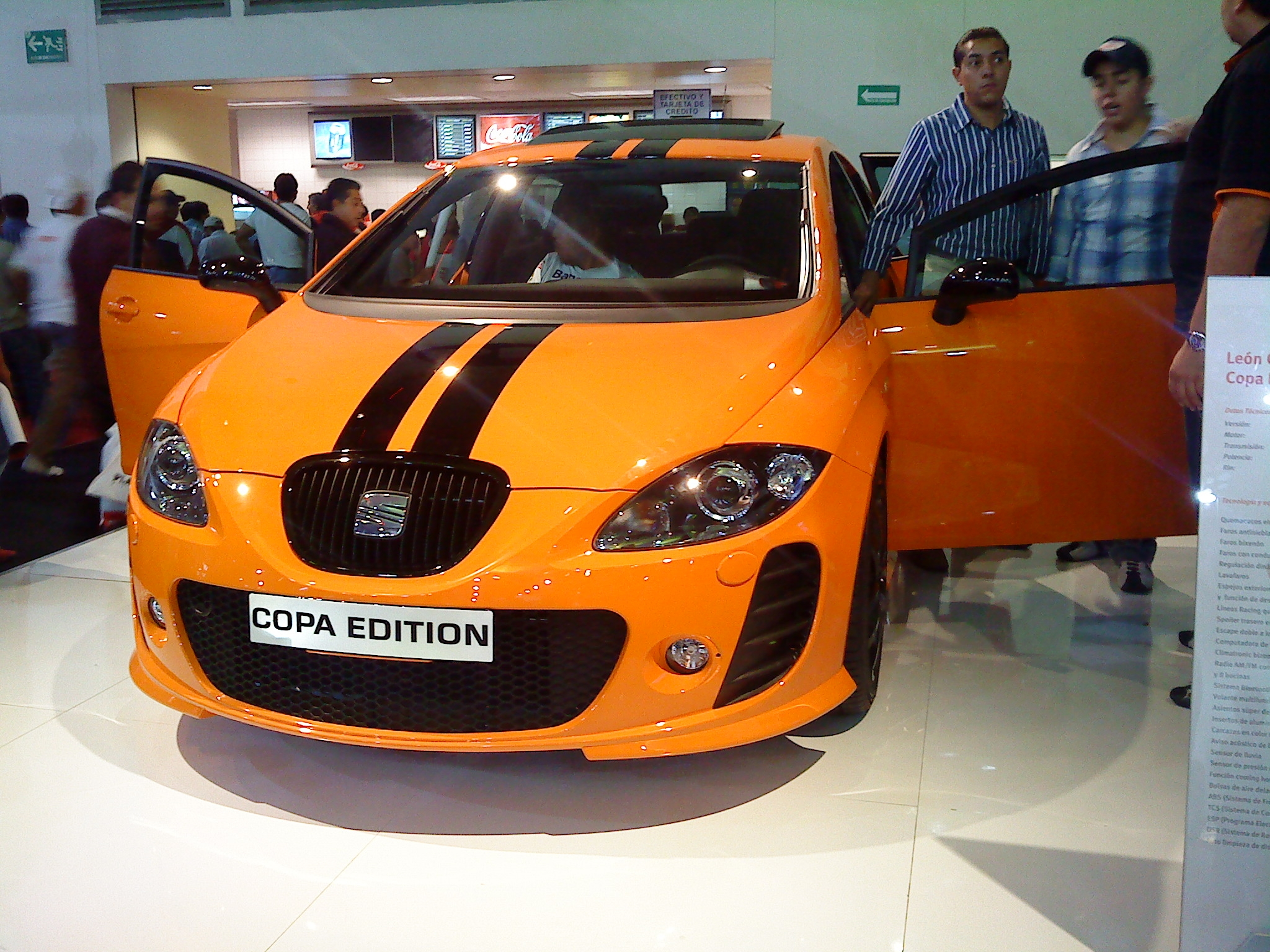
Mexická oranžová edice SEAT Leon Copa

SEAT Deutschland v roce 2008 oznámil výrobu 55 vozů SEAT Leon Copa Edition. Tato limitovaná edice byla poháněna motorem 2.0 TFSI s výkonem zvýšeným na 210 kW (286 k) a s maximálním točivým momentem 360 N.m. Nejvyšší rychlost byla 254 km/h a zrychlení z 0 na 100 km/h bylo otázkou 5,9 sekundy. Podvozek Eibach byl odvozen od závodního vozu Leon Supercopa a vylepšené brzdy byly připraveny na vyšší výkonový potenciál upraveného motoru. Vůz byl navíc vybaven xenonovými světlomety, 18“ koly a spoilerem s většími otvory pro přívod vzduchu. Karoserie měla bílou barvu s černými pruhy.
SEAT México oznámil v září 2008 výrobu 100 vozů Copa Edition v oranžové barvě s černými pruhy. Mexická verze měla na rozdíl od evropského Leonu Copa střešní okno.

#### Streetcopa a World Champion Edition
Na Ženevském autosalonu 2008 byla představena limitovaná edice Leon Streetcopa. Podobala se modelu Leon Copa Edition s několika změnami pro švýcarský trh a limitovaným počtem 200 vyrobených vozů. Švýcarský importér značky SEAT později uvedl na trh modernizovanou verzi s označením Leon World Champion Edition, limitovanou rovněž na 200 vozů, na oslavu vítězství značky SEAT v mistrovství světa cestovních vozů (WTCC).

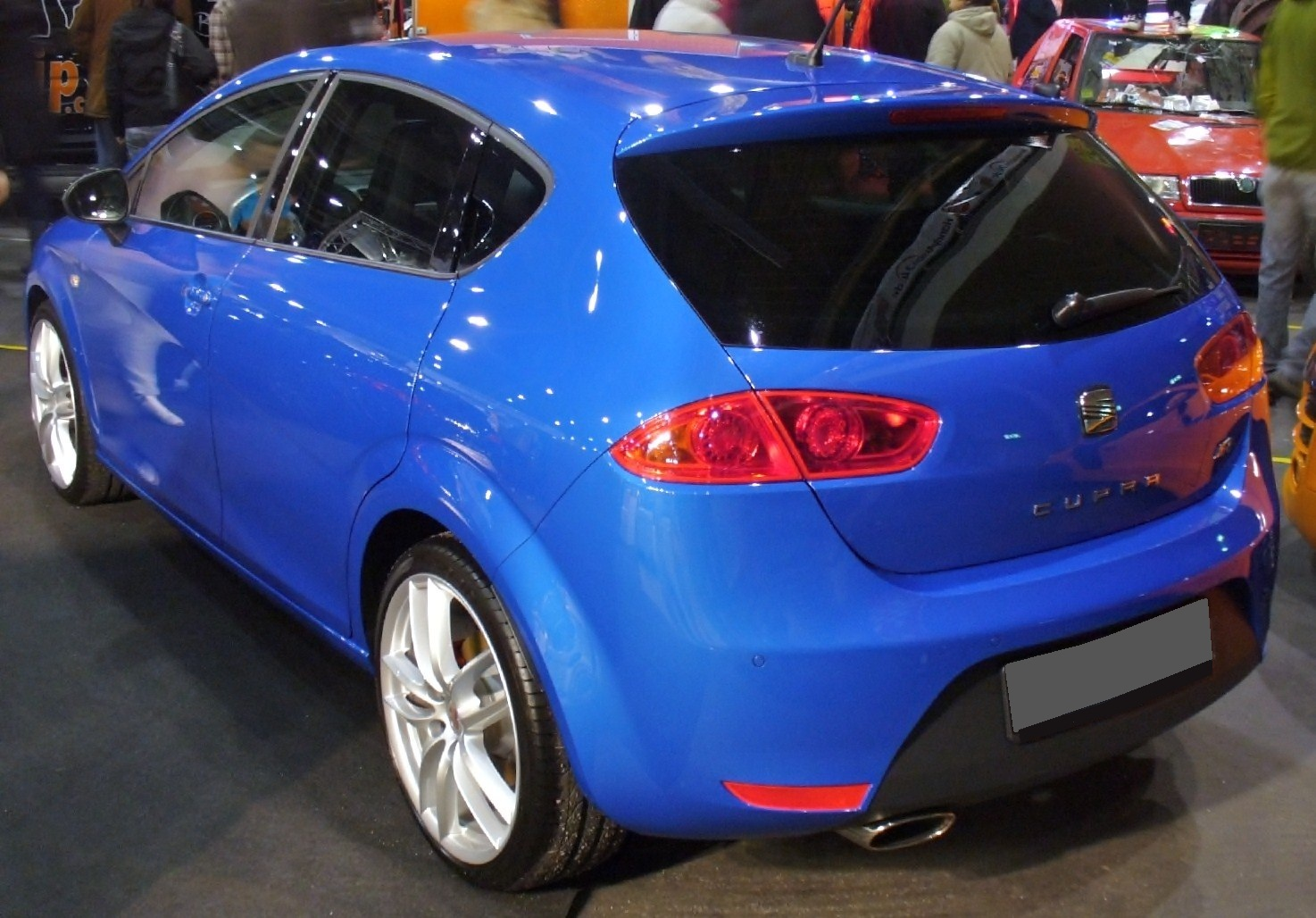
Facelift SEAT Leon Mk2 Cupra

#### Cupra 310 Limited Edition
Nizozemský importér značky SEAT oznámil výrobu modelu Leon CUPRA 310 Limited Edition, u jehož motoru 2.0 TFSI  byl výkon zvýšen na 228 kW (310 k) a točivý moment na 425 N.m. Výroba byla omezena na 100 vozů.

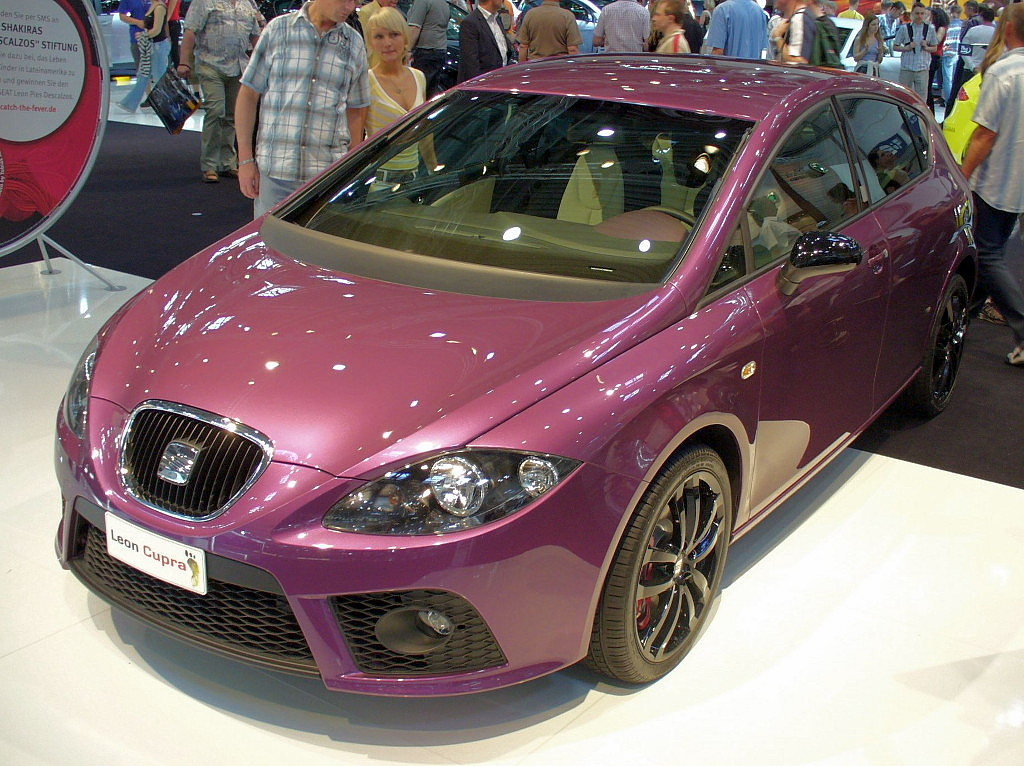
SEAT Leon Cupra Pies Descalzos

Vůz byl nabízen pouze v odstínech bílá Candy nebo černá Infiri. Model CUPRA 310 Limited Edition měl kromě originální výbavy CUPRA nově naprogramovanou řídicí jednotku motoru od společnosti Abt Sportsline, kola z lehké slitiny v odstínu černá Orion, alarm, konektivitu Bluetooth a speciální loga 310 Limited Edition na bocích a zadním výklopném víku. Na vnitřní straně rámů předních dveří byla také loga 310 Ltd z ušlechtilé oceli. Štítek na přístrojové desce nesl výrobní číslo a vůz se dodával s individualizovaným klíčkem. Navzdory zvýšenému výkonu, díky němuž vzrostla nejvyšší rychlost na 259 km/h, platila na vůz záruka výrobce v celém rozsahu. .

#### Cupra Pies Descalzos
SEAT v roce 2007 připravil vůz, který individualizovala Shakira. Tento vůz byl vydražen a výtěžek byl věnován na charitu nadaci Pies Descalzos. Po mechanické stránce se jednalo o model Leon CUPRA.

#### Koncepční vozy Leon Twin Drive
SEAT vyrobil dvě verze prototypu Twin Drive. Leon Twin Drive Ecomotive, představený v květnu 2009, měl sériově uspořádaný hybridní pohon s možností vnějšího nabíjení. Vůz byl poháněn elektromotorem v kombinaci se vznětovým spalovacím motorem. Napájení elektromotoru měla na starosti sada lithium-iontových akumulátorů, nabíjená z běžné elektrické zásuvky. Projekt Twin Drive Ecomotive byl prvním krokem ke 100% elektromobilu a zahájení sériové výroby bylo plánováno na rok 2014.
Twin Drive Ecomotive jako plug-in hybridní vozidlo poháněné kombinací naftového motoru a elektromotoru. Elektromotor vozidla měl výkon 35 kW a maximální rychlost 100 kilometres per hour (62 mph) a obnovená energie z Li-ion baterií umístěných v zadní části vozidla, což jí dává dosah asi 50 kilometre (31 mi) pro krátké městské okruhy, zatímco pro delší cesty byl použit ekologicky vyladěný spalovací motor. Rychlý proces dobíjení baterie ze sítě prostřednictvím běžných funkcí zásuvek.
V roce 2011 byla novinářům představena vylepšená verze systému Twin Drive, který zahrnoval zážehový motor 1.4 TSI s nejvyšším výkonem 115 k (85 kW), generátor o výkonu 41 k (30 kW) a elektromotor poskytující výkon 115 k (85 kW). Nejvyšší celkový výkon hybridního systému byl 120 kW (163 k). Emise CO2 byly nízké, pouhých 39 g/km. Se zahájením výroby se počítalo od roku 2015..

### Specifikace motorů
SEAT Leon typu 1P se prodával s následujícími spalovacími motory a stejně jako u předchozí generace bylo mnoho jednotek sdíleno s ostatními značkami koncernu Volkswagen:
| All engines are inline four cylinder (I4) four-stroke designs |                     |                                     |                                                   |                                                  |                   |                           |
| Engine designation / model                                    | Engine displacement | Valvetrain, fuel system             | Max. motive power at engine speed                 | Max. torque at engine speed                      | Engine ID code(s) | Dates                     |
| Petrol engines, all fuel injected                             |                     |                                     |                                                   |                                                  |                   |                           |
| 1.2 TSI                                                       | 1197 cc             | 16v SOHC Fuel Stratified Injection  | 77 kilowatt (105 PS; 103 bhp) at 5,000 rpm        | 175 newton metre (129 lbf·ft) at 1,550–5100 rpm  | CBZ               | 2010 —                    |
| 1.4                                                           | 1390 cc             | 16v DOHC multi-point fuel injection | 63 kilowatt (86 PS; 84 bhp) at 5,000 rpm          | 130 newton metre (96 lbf·ft) at 3,600 rpm        | BXW/CGG           | 2007 —                    |
| 1.4 TSI                                                       | 1390 cc             | 16v DOHC Fuel Stratified Injection  | 92 kilowatt (125 PS; 123 bhp) at 5,600 rpm        | 200 newton metre (148 lbf·ft) at 1,500–4,000 rpm | CAXC              | 2007 —                    |
| 1.6                                                           | 1595 cc             | 8v SOHC multi-point fuel injection  | 75 kilowatt (102 PS; 101 bhp) at 5,600 rpm        | 148 newton metre (109 lbf·ft) at 3,800 rpm       | BSE/ BSF/CCSA     | 2005 —                    |
| 1.8 TSI                                                       | 1798 cc             | 16v DOHC Fuel Stratified Injection  | 118 kilowatt (160 PS; 158 bhp) at 4,500–6,200 rpm | 250 newton metre (184 lbf·ft) at 1,500–4,500 rpm | BZB/ CDAA         | 2007 —                    |
| 2.0 FSI                                                       | 1984 cc             | 16v DOHC Fuel Stratified Injection  | 110 kilowatt (150 PS; 148 bhp) at 6,000 rpm       | 200 newton metre (148 lbf·ft) at 3,500 rpm       | BLR/BLY BVY/BVZ   | 2005 – 2009               |
| 2.0 TFSI                                                      | 1984 cc             | 16v DOHC Fuel Stratified Injection  | 136 kilowatt (185 PS; 182 bhp) at 5,100–6,000 rpm | 270 newton metre (199 lbf·ft) at 1,800–5,000 rpm | BWA               | 2005 – 2006               |
| 2.0 TFSI (TSI) FR                                             | 1984 cc             | 16v DOHC Fuel Stratified Injection  | 147 kilowatt (200 PS; 197 bhp) at 5,100–6,000 rpm | 280 newton metre (207 lbf·ft) at 1,800–5,000 rpm | BWA               | 2006 – 2009               |
| 2.0 TSI FR                                                    | 1984 cc             | 16v DOHC Fuel Stratified Injection  | 154 kilowatt (209 PS; 207 bhp) at 5,300–6,200 rpm | 280 newton metre (207 lbf·ft) at 1,700–5,200 rpm | CCZB/ CAWB        | 2009 —                    |
| 2.0 TFSI Cupra                                                | 1984 cc             | 16v DOHC Fuel Stratified Injection  | 177 kilowatt (241 PS; 237 bhp) at 5,700–6,300 rpm | 320 newton metre (236 lbf·ft) at 2,200–5,500 rpm | BWJ               | 2006 —                    |
| 2.0 TFSI Cupra R                                              | 1984 cc             | 16v DOHC Fuel Stratified Injection  | 195 kilowatt (265 PS; 261 bhp) at 6,000 rpm       | 350 newton metre (258 lbf·ft) at 2,500–5,000 rpm | CDLA              | 2009 —                    |
| 2.0 TFSI Copa Edition                                         | 1984 cc             | 16v DOHC Fuel Stratified Injection  | 210 kilowatt (286 PS; 282 bhp) at 6,000 rpm       | 360 newton metre (266 lbf·ft) at 2,500 rpm       | N/A (EA113)       | 2008 —                    |
| 2.0 TFSI Cupra 310 Limited Edition                            | 1984 cc             | 16v DOHC Fuel Stratified Injection  | 228 kilowatt (310 PS; 306 bhp) at 6,000 rpm       | 425 newton metre (313 lbf·ft) at 3,000–5,000 rpm | N/A (EA113)       | 2008 – 2009               |
| Liquefied petroleum gas (LPG) engines                         |                     |                                     |                                                   |                                                  |                   |                           |
| 1.6 LPG                                                       | 1595 cc             |                                     | 75 kilowatt (102 PS; 101 bhp) at 5,600 rpm        | 148 newton metre (109 lbf·ft) at 3,800 rpm       | CHG               | 2009 —                    |
| Diesel engines, all turbocharged direct injection (TDI)       |                     |                                     |                                                   |                                                  |                   |                           |
| 1.6 TDI DPF                                                   | 1598 cc             | 16v DOHC common rail                | 77 kilowatt (105 PS; 103 bhp) at 4,400 rpm        | 250 newton metre (184 lbf·ft) at 1,500–2,500 rpm | CAYC              | planned for 2010[ujasnit] |
| 1.9 TDI                                                       | 1896 cc             | 8v SOHC Pumpe Düse Unit Injector    | 66 kilowatt (90 PS; 89 bhp) at 4,000 rpm          | 210 newton metre (155 lbf·ft) at 1,800–2,500 rpm | BXF               | 2007 — 2008               |
| 1.9 TDI                                                       | 1896 cc             | 8v SOHC Pumpe Düse Unit Injector    | 77 kilowatt (105 PS; 103 bhp) at 4,000 rpm        | 250 newton metre (184 lbf·ft) at 1,900 rpm       | BKC/BLS BXE       | 2005 — 2008               |
| 2.0 TDI                                                       | 1968 cc             | 16v DOHC Pumpe Düse Unit Injector   | 100 kilowatt (136 PS; 134 bhp) at 4,000 rpm       | 320 newton metre (236 lbf·ft) at 1,750–2,500 rpm | AZV               | 2005 – 2007               |
| 2.0 TDI                                                       | 1968 cc             | 16v DOHC Pumpe Düse Unit Injector   | 103 kilowatt (140 PS; 138 bhp) at 4,000 rpm       | 320 newton metre (236 lbf·ft) at 1,750–2,500 rpm | BKD               | 2005 — 2008               |
| 2.0 TDI DPF                                                   | 1968 cc             | 8v SOHC Pumpe Düse Unit Injector    | 103 kilowatt (140 PS; 138 bhp) at 4,000 rpm       | 320 newton metre (236 lbf·ft) at 1,750–2,500 rpm | BMM               | 2006 — 2008               |
| 2.0 TDI DPF (FR Technology)                                   | 1968 cc             | 16v DOHC common rail                | 103 kilowatt (140 PS; 138 bhp) at 4,200 rpm       | 320 newton metre (236 lbf·ft) at 1,750–2,500 rpm | CBDB              | 2012 —                    |
| 2.0 TDI DPF FR PD170                                          | 1968 cc             | 16v DOHC Pumpe Düse Unit Injector   | 125 kilowatt (170 PS; 168 bhp) at 4,200 rpm       | 350 newton metre (258 lbf·ft) at 1,750–2,500 rpm | BMN               | 2006 – 2009               |
| 2.0 TDI DPF FR CR170                                          | 1968 cc             | 16v DOHC common rail                | 125 kilowatt (170 PS; 168 bhp) at 4,200 rpm       | 350 newton metre (258 lbf·ft) at 1,750–2,500 rpm | CEGA              | 2009 — 2012               |
| 2.0 TDI DPF FR+                                               | 1968 cc             | 16v DOHC common rail                | 125 kilowatt (170 PS; 168 bhp) at 4,200 rpm       | 350 newton metre (258 lbf·ft) at 1,750–2,500 rpm | CFJA              | 2012 —                    |

Pod značkou „ MultiFuel “ je také nabízen model vozidla s flexibilním pohonem, který obsahuje 1,6 MPI E85 102 bhp motor.

## Třetí generace (5F, 2012)

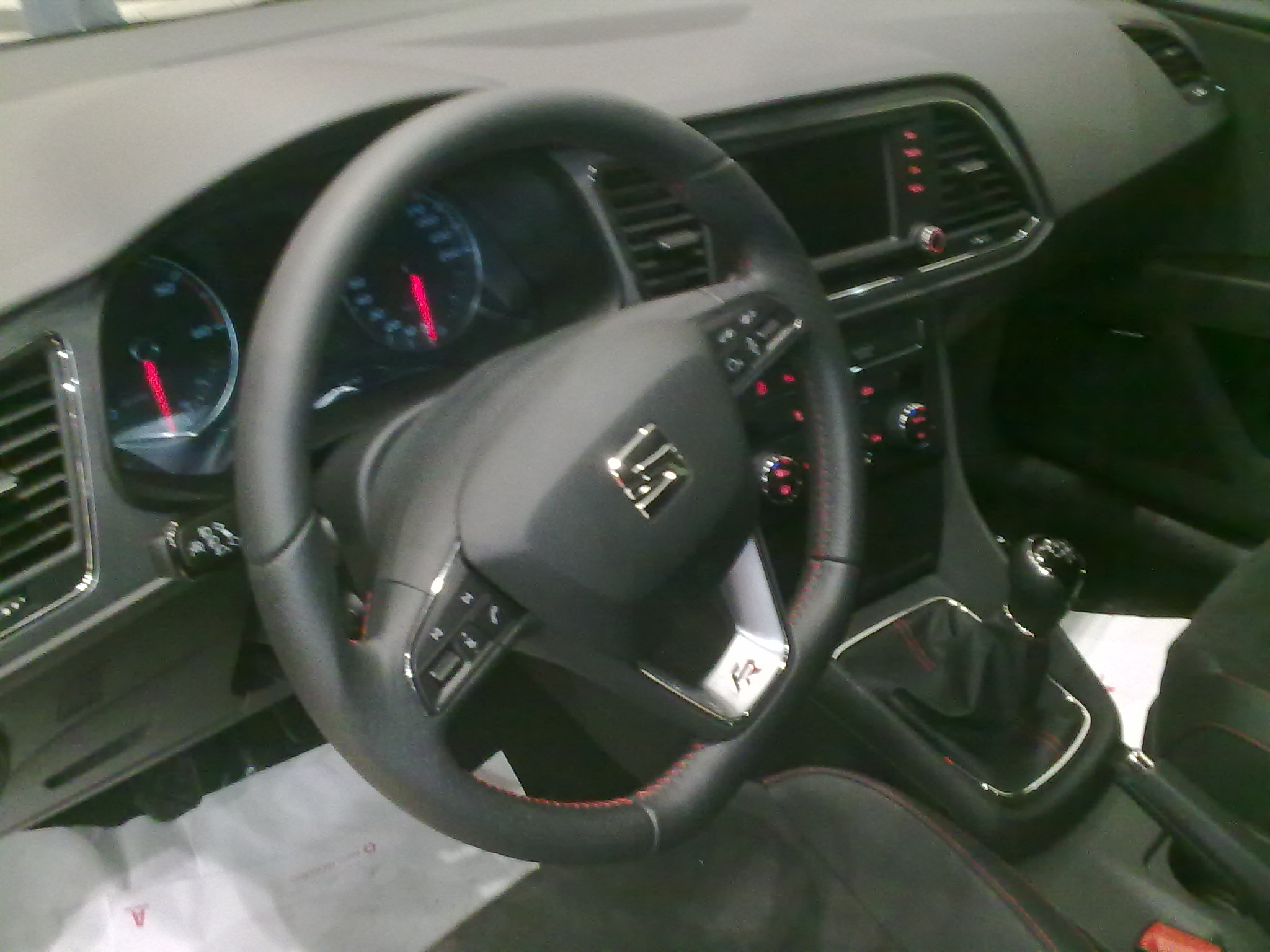
Interiér (před faceliftem)

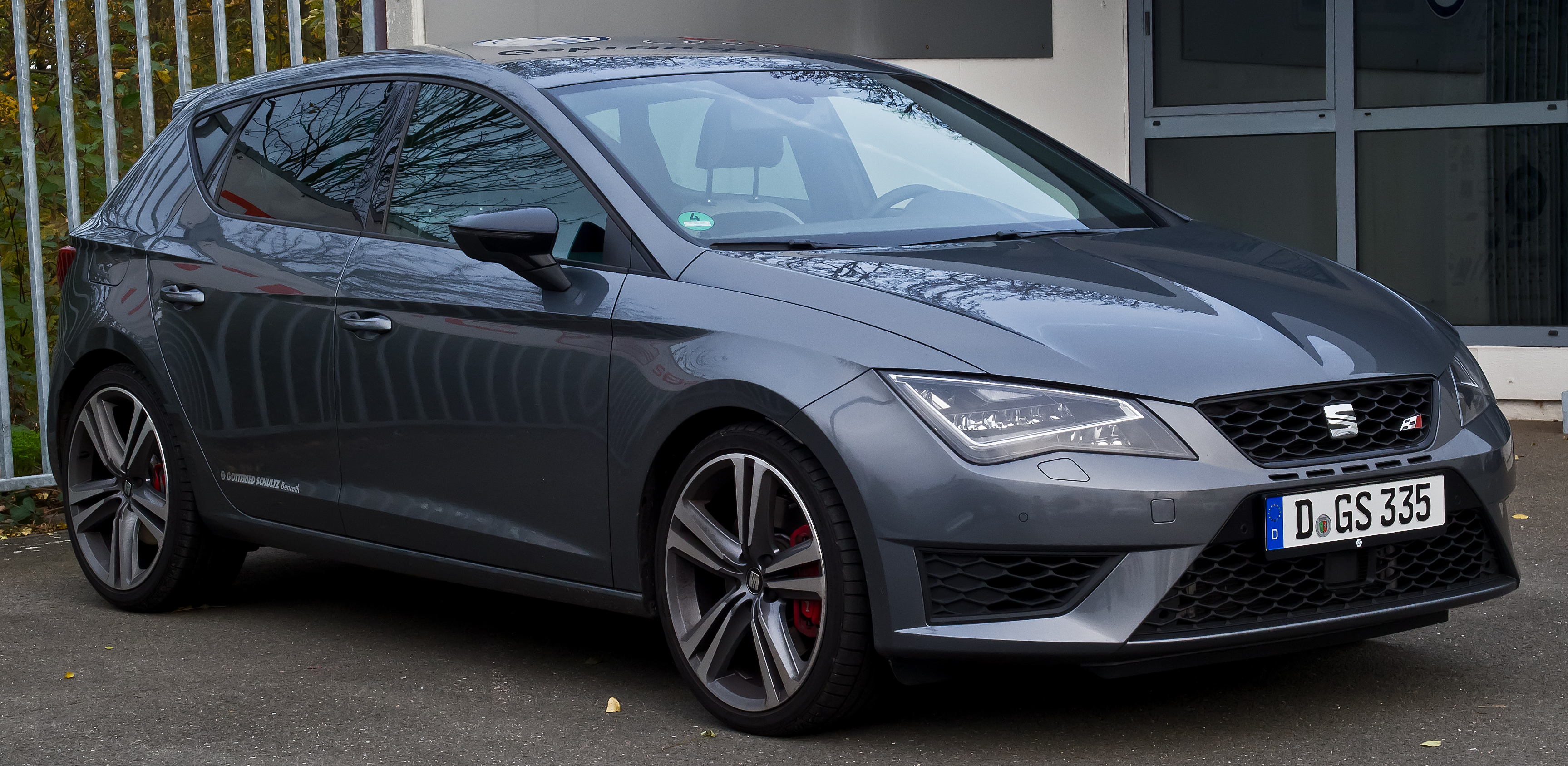
SEAT Leon Cupra 280 (Německo)

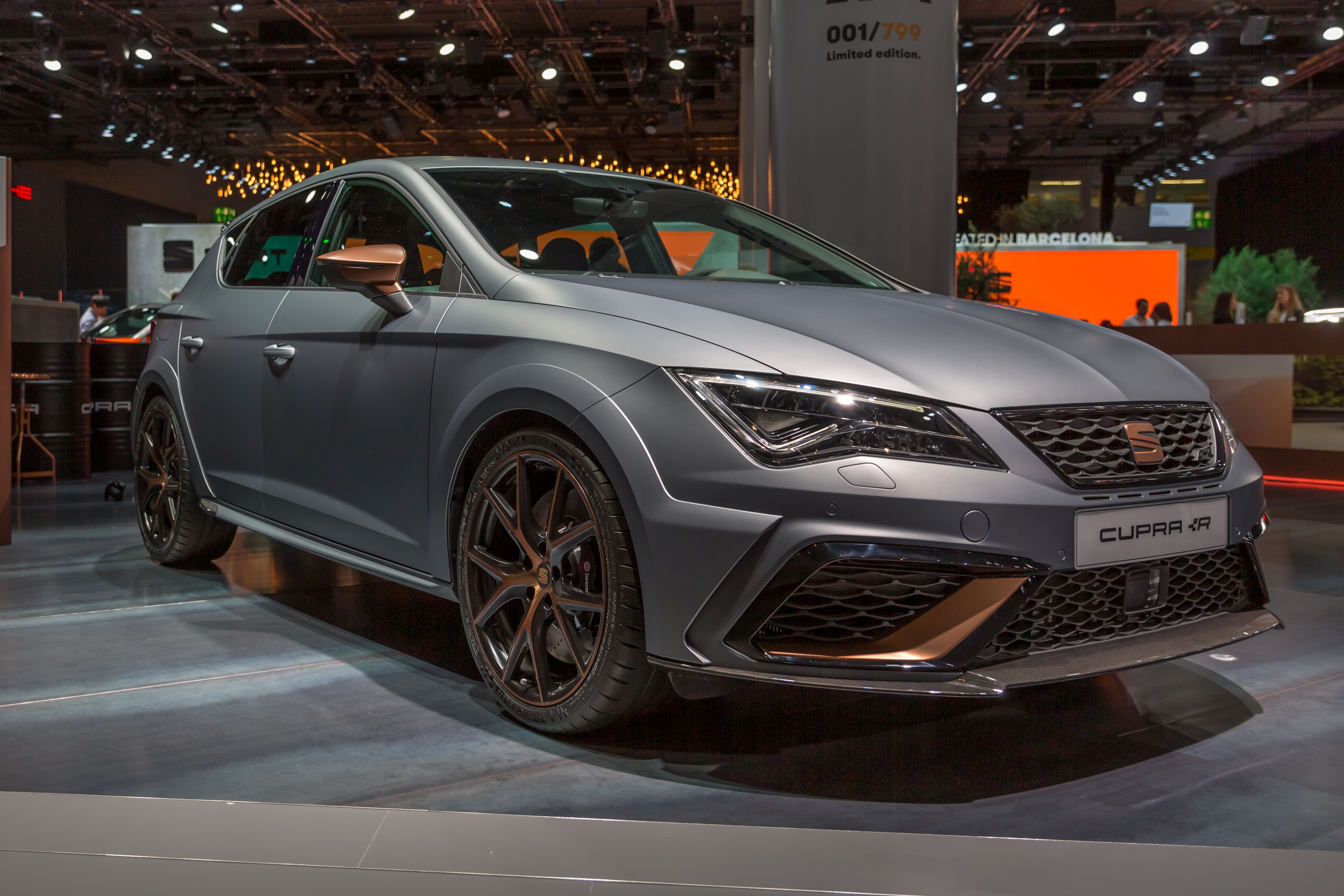
SEAT Leon Cupra R (Facelift)

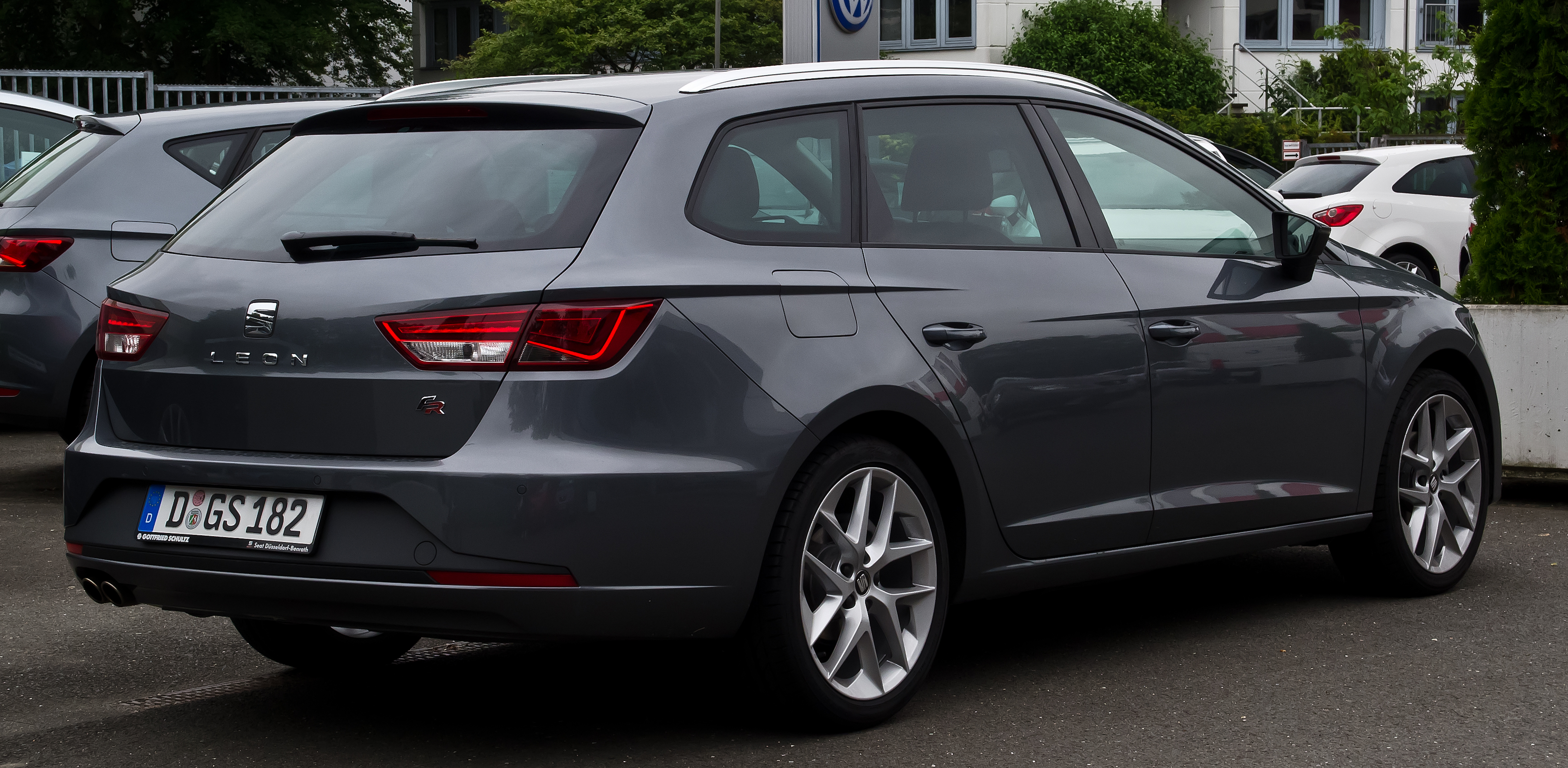
SEAT Leon ST

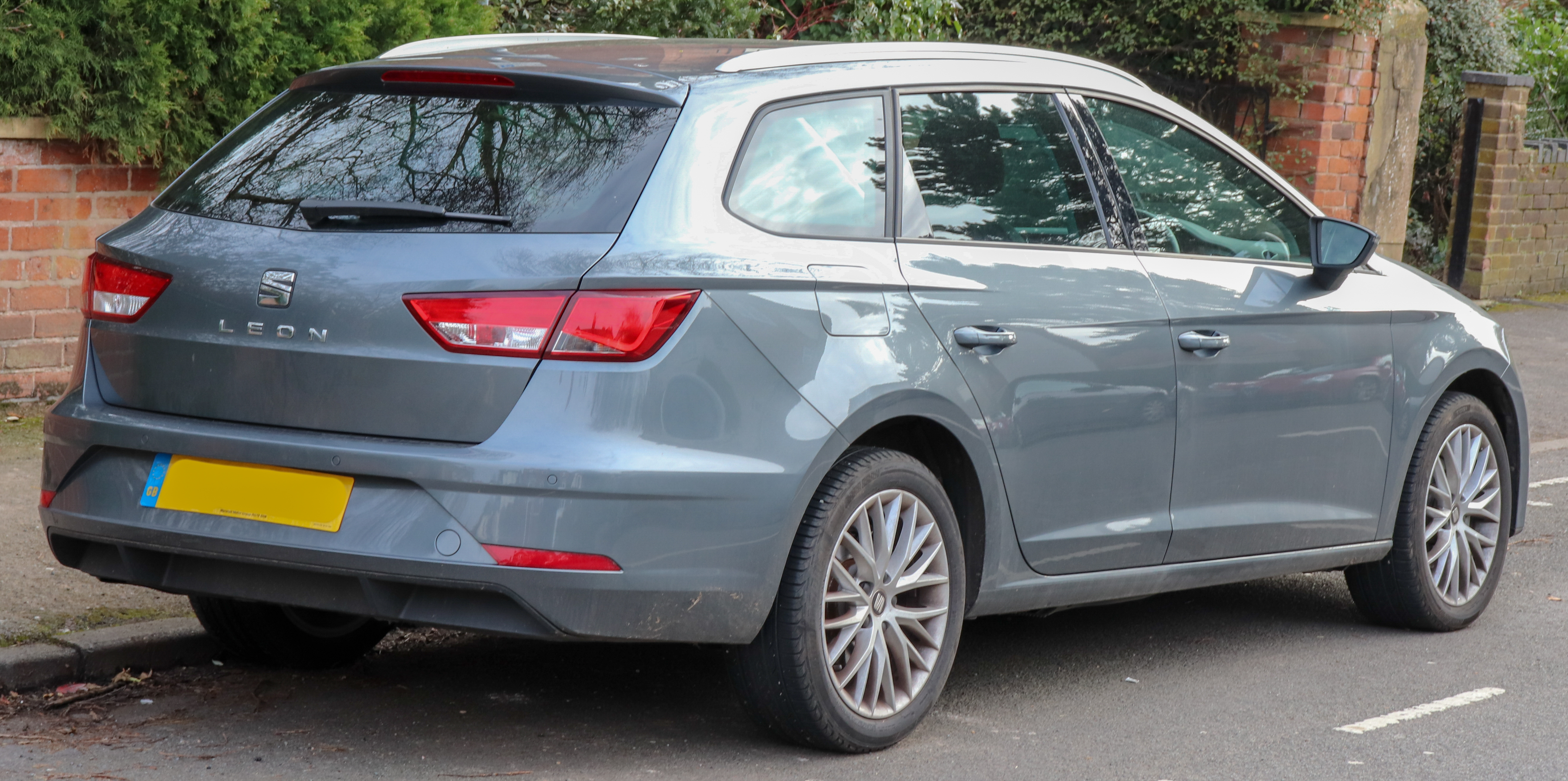
Facelift SEAT Leon ST

Třetí generace modelu Leon byla zkonstruována na základě nejnovější verze platformy MQB koncernu Volkswagen.
V porovnání s předchozí generací byla třetí generace Leonu o 5 cm kratší a až o 90 kg lehčí. Díky prodloužení rozvoru o 5,8 cm nabízel větší vnitřní prostor cestujícím vpředu i vzadu větší šířku v úrovni ramen a více prostoru pro nohy. Zavazadlový prostor měl objem 380 litrů. První oficiální informace a fotografie vozu byly zveřejněny 16. července 2012. Veřejný debut se uskutečnil o několik měsíců později, v září na Pařížském autosalonu 2012. Leon byl druhým vozem na základě platformy MQB.
Mezi novými prvky bezpečnostní výbavy se objevil kolenní airbag řidiče a řada inovativních bezpečnostních systémů včetně multikolizní brzdy (často v sériové výbavě), která vůz po nehodě automaticky zabrzdila, aby nedošlo k sekundárním kolizím, asistenta pro jízdu v jízdním pruhu a asistenta pro rozpoznávání únavy řidiče. Součástí brzdové soustavy byl asistent pro rozjezd do kopce.
Středová konzola v interiéru byla natočena k řidiči a nesla 5,8“ dotykový displej informačního a zábavního systému, který byl v některých verzích vybaven senzorem přiblížení, používaným také v modelu Volkswagen Golf. Příjemnou atmosféru v interiéru vytvářelo dekorační osvětlení.
Poprvé se v této třídě nabízely na přání dodávané světlomety s diodami LED pro všechny osvětlovací funkce v kombinaci s asistentem dálkových světel. Světlomety LED předčí standardní halogenové žárovky mnoha výhodami, například vylepšeným osvětlením, teplotou chromatičnosti blízkou dennímu světlu, nižší spotřebou elektrické energie a prodlouženou životností. Mlhové světlomety vpředu mohou plnit funkci světel pro odbočování.
Vyšší úrovně výbavy měly také nový volič jízdních režimů „SEAT Drive Profile“, jehož prostřednictvím má řidič k dispozici čtyři různá nastavení: Eco, Normal, Sport a Individual. Tento systém mění charakteristiky motoru, řízení a převodovky DSG. Verze, poháněné motory 1.8 TSI 180 k a 2.0 TDI 184 k, mění navíc zvuk motoru regulátorem zvuku a přepínají barvu dekoračního osvětlení interiéru z bílé (Normal, Eco a Individual) na červenou (Sport).
SEAT na začátku roku 2012 oznámil, že modelová řada bude poprvé zahrnovat kromě pětidveřového hatchbacku také třídveřovou verzi a kombi.
V září 2013 SEAT oficiálně představil kombi Leon ST na Frankfurtském autosalonu. Leon ST nabízel maximální objem zavazadlového prostoru 1470 litrů a v Evropě byl nabízen se třemi různými stupni výbavy a jedenácti motory. Dne 23. června 2014 uvedl SEAT terénní verzi modelu Leon ST s označením X-PERIENCE.
V lednu 2017 absolvoval Leon drobnou modernizaci, která zahrnovala nově tvarovaný přední nárazník s maskou chladiče, která byla rozšířena o 40 mm. Nově navrženy byly také světlomety LED. Novinkou v nabídce motorů byl přeplňovaný zážehový tříválec 1,0 litru o výkonu 115 k spolu se vznětovým motorem 1,6 litru téhož výkonu. Mezi změnami v interiéru byla elektronicky ovládaná parkovací brzda s funkcí HHC (Hill Hold Control) ve standardní výbavě spolu s větším, osmipalcovým dotykovým displejem informačního a zábavního systému s rozhraními Apple CarPlay, Android Auto a MirrorLink. K novým bezpečnostním systémům patřil asistent pro rozpoznávání dopravních značek, systém pro ochranu chodců a systémy pro upozorňování na vozidla ve slepém úhlu. K dispozici byl také asistent pro jízdu v dopravní koloně, který umožňuje modelu Leon automatické zrychlování a zpomalování při jízdě v dopravní koloně rychlostí až 60 km/h. „Kessy“, bezklíčkový systém SEAT pro automatické zamykání, resp. odemykání vozu a spouštění motoru tlačítkem, byl dalším vylepšením výbavy. Představen byl také nový nejvyšší stupeň výbavy XCELLENCE.
SEAT Leon CUPRA 265, vyráběný v letech 2014 až 2016, byl poháněn přeplňovaným zážehovým dvoulitrovým řadovým čtyřválcem s 16 ventily a výkonem 265 k. Vůz dokázal zrychlit z 0 na 100 km/h za 6,2 sekundy a dosahoval nejvyšší rychlosti 250 km/h. Zákazníci měli na výběr 6stupňovou mechanickou převodovku nebo 6stupňovou automatickou převodovku DSG.
SEAT Leon CUPRA 280, vyráběný v letech 2014 až 2015, byl poháněn přeplňovaným zážehovým dvoulitrovým řadovým čtyřválcem s 16 ventily a výkonem 280 k. Vůz dokázal zrychlit z 0 na 100 km/h za 5,8 sekundy a dosahoval elektronicky omezené nejvyšší rychlosti 250 km/h. Zákazníci měli na výběr 6stupňovou mechanickou převodovku nebo 6stupňovou automatickou převodovku DSG. Verze CUPRA 280 byla standardně vybavena 19“ koly z lehké slitiny a brzdami Brembo.
V srpnu 2014 byl představen paket Sub8 Performance pro model CUPRA 280. Jeho součástí byly rozšířené boční prahy, lehká 19“ kola a o 30 mm větší brzdové kotouče s vnitřním chlazením a třmeny Brembo. Za příplatek si mohli zákazníci objednat pneumatiky Michelin Pilot Sport Cup 2. Součástí paketu byl také elektronicky řízený samosvorný diferenciál VAQ pro ještě lepší trakci. Výkon zůstal beze změny na 280 k a zrychlení z 0 na 100 km/h bylo otázkou 5,7 sekundy.
Pakety Black-Line, White-Line a Orange-Line se dodávaly za příplatek a zahrnovaly barevně sladěná 19“ kola z lehké slitiny, nápis na zadním výklopném víku, rámeček masky chladiče a kryty vnějších zpětných zrcátek 
Paket Ultimate Sub8 byl uveden na trh v únoru 2015 pro model CUPRA 280. Jeho účelem bylo mimo jiné snížit hmotnost. Proto nebyly tyto verze modelu Leon vybaveny středovou loketní opěrkou, loketní opěrkou na středové konzole, odkládacími přihrádkami vpředu a výdechy ventilační soustavy vzadu. Standardní automatická klimatizace byla nahrazena menším topením a místo osmi reproduktorů byly v interiéru čtyři. Černá nebo oranžová kola z lehké slitiny zakrývala o 30 mm větší brzdové kotouče s třmeny Brembo. Za příplatek si mohli zákazníci objednat pneumatiky Michelin Pilot Sport Cup 2.
SEAT Leon CUPRA 290 nahradil v letech 2015 až 2016 model CUPRA 280. Tento model poháněl stejný dvoulitrový motor jako předchozí verzi CUPRA 280, avšak s výkonem o 10 k vyšším. CUPRA 290 umožňovala zrychlení z 0 na 100 km/h za 5,8 sekundy a jízdu nejvyšší rychlostí 250 km/h. Zákazníci měli na výběr 6stupňovou mechanickou převodovku nebo 6stupňovou automatickou převodovku DSG. Verze 290 se dodávala ve třech karosářských verzích – třídveřový hatchback (Leon SC), pětidveřový hatchback (Leon) a pětidveřové kombi (Leon ST) – a také ve verzi Black s ještě širší výbavou, která zahrnovala sportovní sedadla, speciální 19“ vícepaprsková kola a černé detaily.
V letech 2017 až 2018 nahradil verzi CUPRA 290 model SEAT Leon CUPRA 300. Výkon přeplňovaného dvoulitrového motoru se zvýšil na 300 k, což postačovalo ke zrychlení z 0 na 100 km/h za 5,8 sekundy. Zákazníci měli na výběr 6stupňovou mechanickou převodovku nebo 6stupňovou automatickou převodovku DSG. Kombi ST mělo standardně převodovku DSG a pohon všech kol.
SEAT v roce 2018, v reakci na novou zkušební metodiku WLTP, oznámil, že Leon CUPRA 300 bude nahrazen novým modelem Leon CUPRA 290. Mezi změny modernizovaného modelu patří filtr pevných částic pro zážehové motory. Jak název naznačuje, poskytoval hatchback s pohonem předních kol nejvyšší výkon 290 k. Kombi ST zůstalo u výkonu 300 k, ale bylo také vybaveno filtrem pevných částic.
Celkem bylo vyrobeno pouhých 799 vozů SEAT Leon CUPRA R a jen 24 vozů s pravostranným řízením bylo prodáno ve Velké Británii. Základem byla standardní verze CUPRA 300, ale s výkonem dvoulitrového přeplňovaného motoru zvýšeným na 310 k. Zrychlení z 0 na 100 km/h zvládl tento vůz za 5,8 sekundy, nejvyšší rychlost byla 250 km/h. Model CUPRA R se ve Velké Británii nabízel pouze s šestistupňovou mechanickou převodovkou. Změny vnější výbavy zahrnovaly exkluzivní 19“ kola z lehké slitiny, nově tvarované nárazníky, vpředu s většími otvory pro přívod vzduchu, a rozšířené boční prahy, přední spoiler, zadní difuzor a zadní střešní spoiler z uhlíkového kompozitu. Vozy CUPRA R pro britský trh byly standardně vybaveny komfortním paketem (senzor deště pro ovládání stěračů, automatické světlomety, samostmívací vnitřní zpětné zrcátko), bezpečnostní paket (rozpoznávání únavy řidiče) a zimní paket (vyhřívání sedadel, vnějších zpětných zrcátek a trysek ostřikovačů).
SEAT v srpnu 2018 ukončil výrobu modelu Leon SC v reakci na nízkou poptávku po vozech s třídveřovou karoserií hatchback.

### Bezpečnost
Třetí generace modelu SEAT Leon absolvovala v roce 2012 testy bezpečnosti Euro NCAP a dosáhla 5hvězdičkového celkového hodnocení: 
| Test                            | Hodnocení     | Body  |
| ------------------------------- | ------------- | ----- |
| Celkem:                         | 5/5 hvězdiček | N / A |
| Dospělý :                       | 94%           | 30    |
| Děti:                           | 92%           | 40    |
| Chodci :                        | 70%           | 25    |
| Bezpečnostní asistenční systémy | 71%           | 5     |

### Ocenění
- Euro NCAP odměna za systém Multi Collision Brake [53]
- Euro NCAP odměna za systém SEAT’s Lane Assist [54]

### Speciální edice

#### Leon CONNECT
SEAT Leon CONNECT je speciální edice představená v roce 2015. Byla vybavena technologií SEAT Full Link a chytrým telefonem Samsung Galaxy A3. Tato technologie umožňuje připojit telefon uživatele k informačnímu a zábavnímu systému vozu a poskytuje uživateli přístup ke všem funkcím SEAT ConnectApp. SEAT Leon CONNECT byl nabízen s řadou barev karoserie umožňujících individualizaci vnějších zpětných zrcátek a kol. Detaily v interiéru, včetně prošívání, jsou modré.

### Limitované edice
V roce 2018 se začal prodávat model SEAT Leon CUPRA ST 300 Carbon Edition. Pro Velkou Británii bylo určeno pouze 50 vozů. Verze Carbon Edition na základě modelu Leon ST CUPRA 300 je vybavena stejným zážehovým čtyřválcem 2,0 litru o výkonu 300 k ve spojení s šestistupňovou převodovkou DSG a pohonem všech kol s mezinápravovou spojkou Haldex. Vůz dokázal zrychlit z 0 na 100 km/h za 4,9 sekundy a jeho nejvyšší rychlost byla omezena na 250 km/h. Jediný nabízený lak karoserie měl šedý odstín Monsoon Grey. Mezi další nové prvky vnější výbavy patřil přední spoiler, zadní difuzor a boční aerodynamické prvky z uhlíkového kompozitu a 19“ kola CUPRA R z lehké slitiny kombinující černou a jasně stříbrnou barvu.
SEAT Leon CUPRA R Abt 4Drive ST byl vyráběn v roce 2019 s výkonem motoru zvýšeným z 300 na 350 k. Doba potřebná ke zrychlení z 0 na 100 km/h se zkrátila na 4,5 sekundy a nejvyšší rychlost byla elektronicky omezena na 250 km/h. Vylepšení od firmy Abt zahrnovala sadu karosářských doplňků v odstínu mědi, 19“ kola z lehké slitiny, brzdy Brembo, čtyři koncovky výfukové soustavy, jakož i přední spoiler, zadní difuzor, rozšíření bočních prahů a střešní spoiler z uhlíkového kompozitu. Sériově se dodávala sedmistupňová dvouspojková automatická převodovka ve spojení s pohonem všech kol. Optimalizovaná geometrie podvozku s novými pružicími a tlumicími vzpěrami zahrnovala negativní odklon kol 2 stupně. Výsledkem byly ještě vyšší rychlosti při průjezdu zatáčkou a lepší ovladatelnost. Pro prodej ve Velké Británii bylo určeno pouhých 150 vozů.

### Specifikace motorů

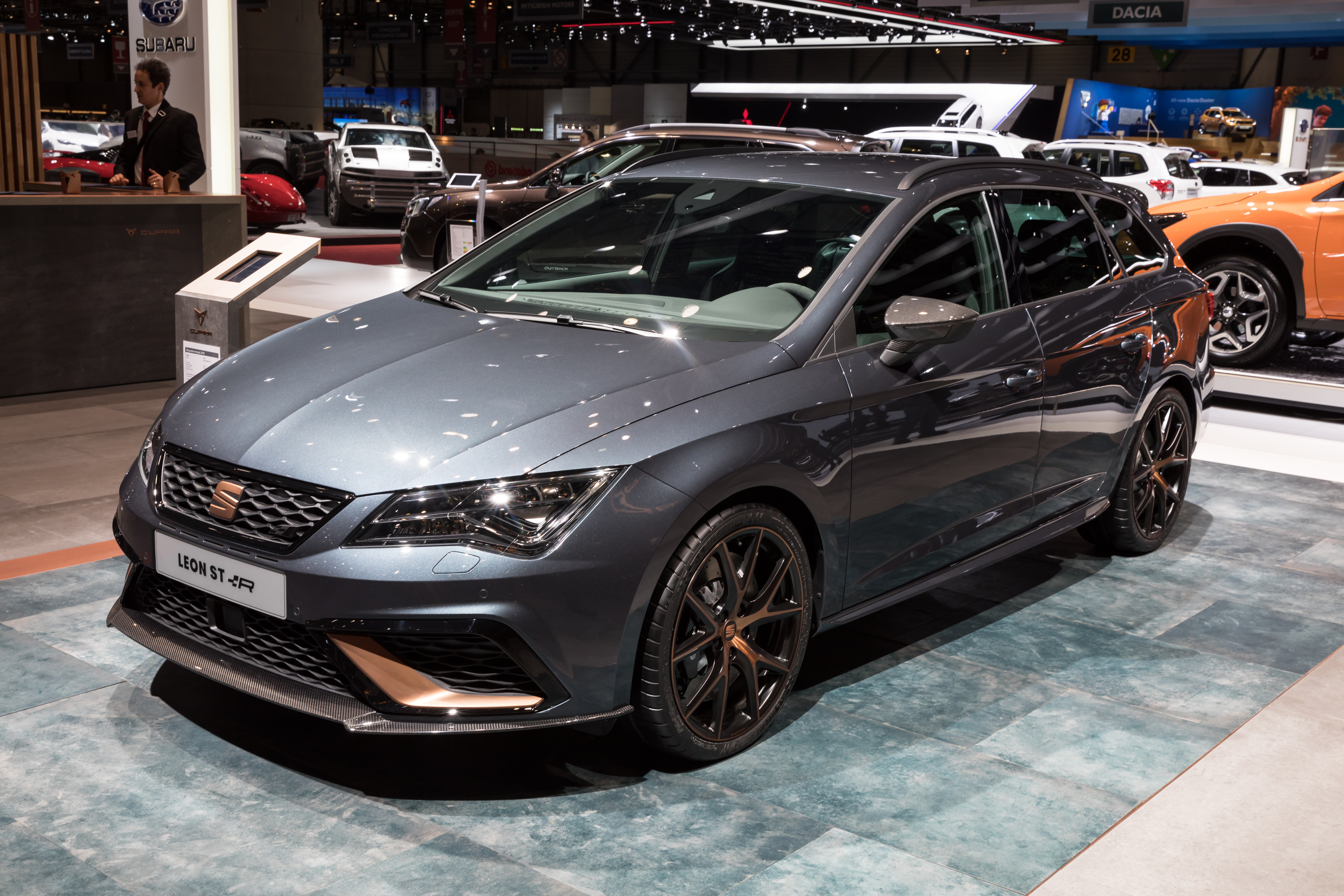
Limitovaná edice modelu Leon Cupra R ST

SEAT Leon typu 5F se prodával s následujícími spalovacími motory, ve všech případech s přeplňováním turbodmychadlem a přímým vstřikováním paliva, a stejně jako u předchozí generace bylo mnoho jednotek sdíleno s ostatními značkami koncernu Volkswagen:
| Petrol engines | Petrol engines | Petrol engines | Petrol engines                 | Petrol engines                | Petrol engines |
| Model          | Displacement   | Series         | Power                          | Torque                        | Years          |
| -------------- | -------------- | -------------- | ------------------------------ | ----------------------------- | -------------- |
| 1.2 TSI        | 1,197 cc I4    |                | 63 kilowatt (86 PS; 84 bhp)    | 160 newton metre (118 lbf·ft) | 2012–          |
| 1.2 TSI        | 1,197 cc I4    |                | 77 kilowatt (105 PS; 103 bhp)  | 175 newton metre (129 lbf·ft) | 2012–2014      |
| 1.2 TSI        | 1,197 cc I4    |                | 81 kilowatt (110 PS; 109 bhp)  | 175 newton metre (129 lbf·ft) | 2014–          |
| 1.4 TSI        | 1,395 cc I4    |                | 92 kilowatt (125 PS; 123 bhp)  | 200 newton metre (148 lbf·ft) | 2012–          |
| 1.4 TSI        | 1,395 cc I4    |                | 103 kilowatt (140 PS; 138 bhp) | 250 newton metre (184 lbf·ft) | 2012–2014      |
| 1.4 TSI        | 1,395 cc I4    |                | 110 kilowatt (150 PS; 148 bhp) | 250 newton metre (184 lbf·ft) | 2014–2018      |
| 1.5 EcoTSI     | 1,498 cc I4    |                | 110 kilowatt (150 PS; 148 bhp) | 250 newton metre (184 lbf·ft) | 2018–          |
| 1.8 TSI        | 1,798 cc I4    |                | 132 kilowatt (179 PS; 177 bhp) | 250 newton metre (184 lbf·ft) | 2013–          |
| 2.0 EcoTSI     | 1,984 cc I4    | CVKB           | 140 kilowatt (190 PS; 188 bhp) | 320 newton metre (236 lbf·ft) | 2017–2019      |
| 2.0 TSI Cupra  | 1,984 cc I4    |                | 195 kilowatt (265 PS; 261 bhp) | 350 newton metre (258 lbf·ft) | 2014–2015      |
| 2.0 TSI Cupra  | 1,984 cc I4    | CJXA           | 206 kilowatt (280 PS; 276 bhp) | 350 newton metre (258 lbf·ft) | 2014–2015      |
| 2.0 TSI Cupra  | 1,984 cc I4    | CJXH           | 213 kilowatt (290 PS; 286 bhp) | 350 newton metre (258 lbf·ft) | 2015–2017      |
| 2.0 TSI Cupra  | 1,984 cc I4    | CJXC           | 221 kilowatt (300 PS; 296 bhp) | 380 newton metre (280 lbf·ft) | 2017–          |
| Diesel engines |                |                |                                |                               |                |
| 1.6 TDI        | 1,598 cc I4    | CLHB           | 66 kilowatt (90 PS; 89 bhp)    | 230 newton metre (170 lbf·ft) | 2012–          |
| 1.6 TDI        | 1,598 cc I4    | CLHA           | 77 kilowatt (105 PS; 103 bhp)  | 250 newton metre (184 lbf·ft) | 2012–          |
| 2.0 TDI        | 1,968 cc I4    | CKFC           | 110 kilowatt (150 PS; 148 bhp) | 320 newton metre (236 lbf·ft) | 2012–          |
| 2.0 TDI FR     | 1,968 cc I4    | CUNA           | 135 kilowatt (184 PS; 181 bhp) | 380 newton metre (280 lbf·ft) | 2013–          |

## Čtvrtá generace (KL1 / KL8; 2020)

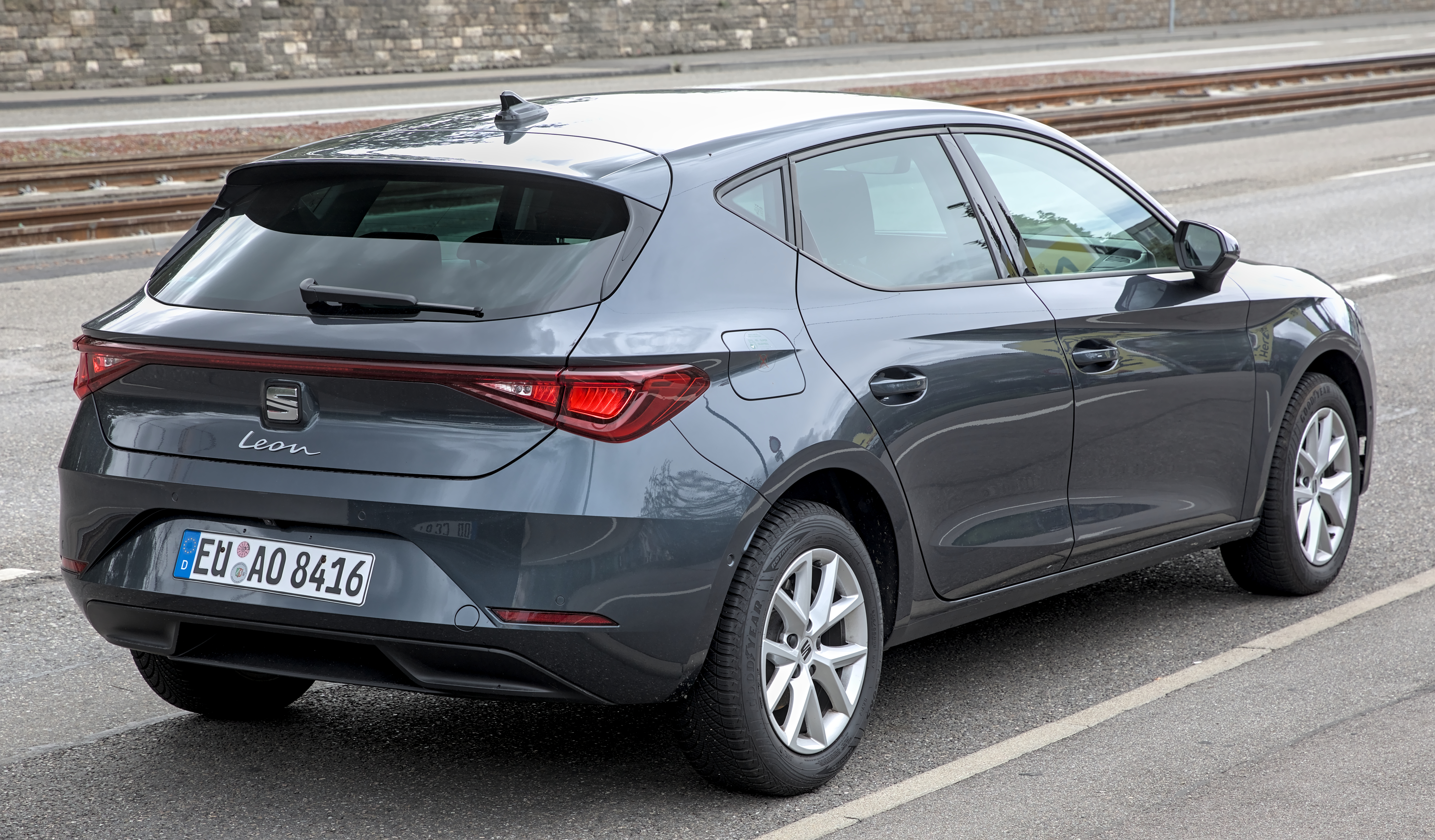
Zpětný pohled

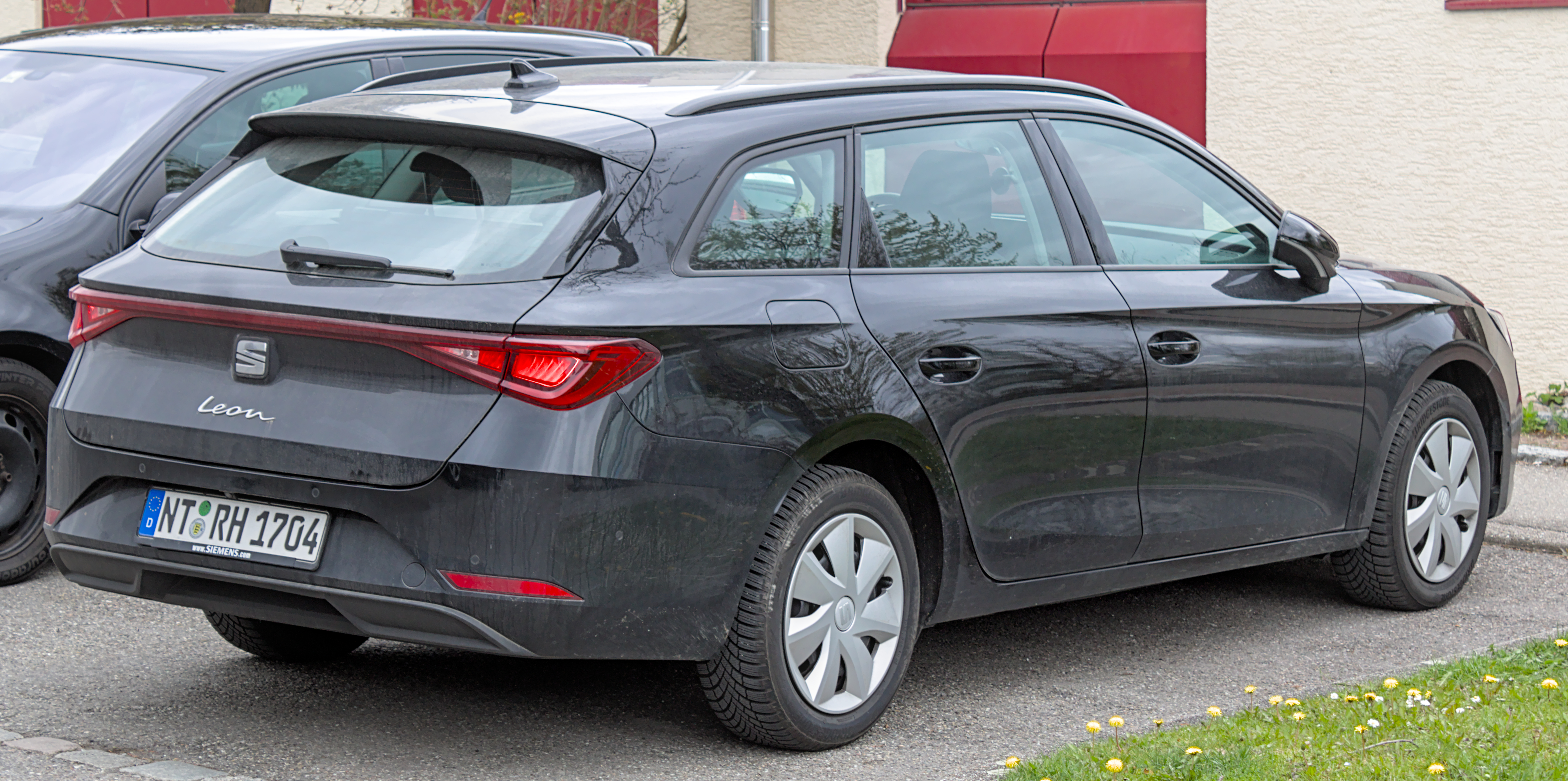
SEAT Leon ST

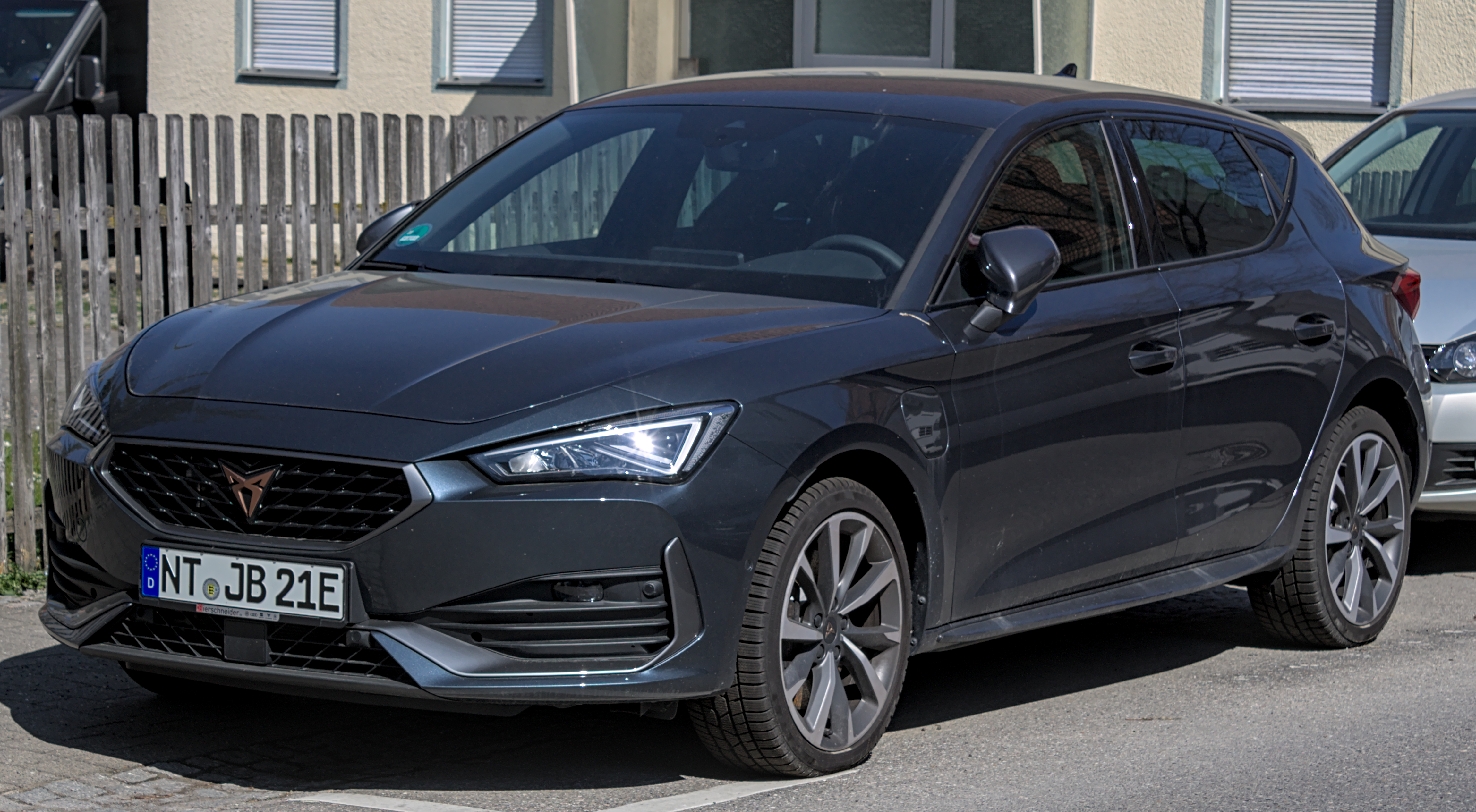
Cupra Leon

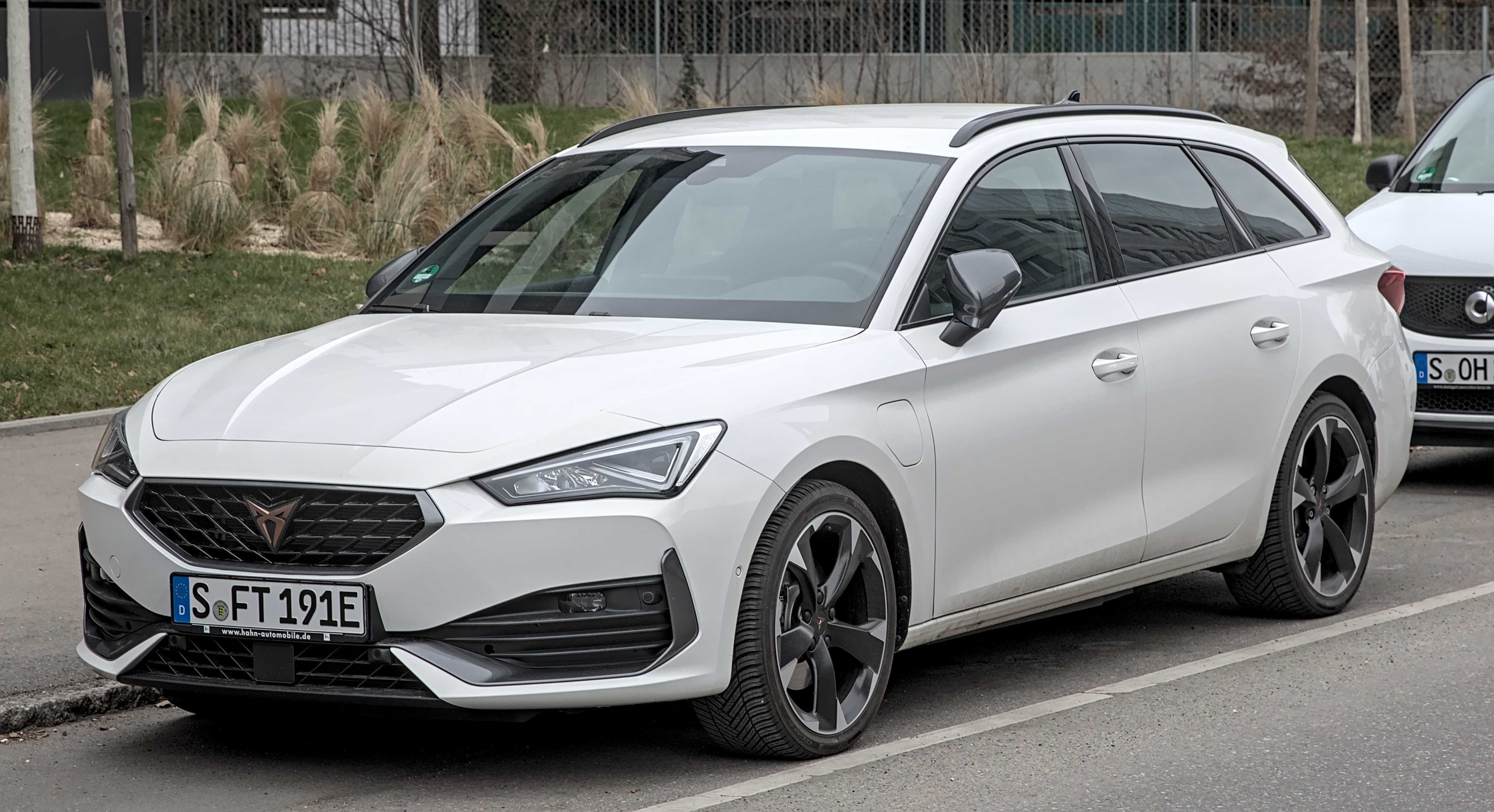
Cupra Leon ST

Čtvrtá generace modelu Leon byla představena 28. ledna 2020. Platformu MQB sdílí s modelem Volkswagen Golf 8 a se 4. generacemi modelů Škoda Octavia a Audi A3. Leon 4 disponuje zcela digitálním panelem sdružených přístrojů, diodami LED pro všechny osvětlovací funkce a širokou paletou pohonů na benzin a naftu včetně elektrifikovaných variant (částečně hybridní jednotky i hybridní pohony s možností vnějšího nabíjení).
Čtvrtá generace modelu Leon je o 16 mm užší a o 90 mm delší než předchozí generace Leonu. U pětidveřového Leonu zůstal objem zavazadlového prostoru 380 litrů beze změny, zatímco u kombi ST se v porovnání s předchozí generací zvětšil o 30 litrů na 617 litrů.
Nabídka motorů zahrnuje dva zážehové motory TSI – tříválec 1,0 litru s nejvyšším výkonem 110 k a čtyřválec 1,5 litru ve výkonových variantách 130 k nebo 150 k. Dvoulitrové vznětové motory poskytují nejvyšší výkon 115 k nebo 150 k.
K dispozici je také jednotka 1.5 TGI na stlačený zemní plyn (CNG), která dosahuje nejvyššího výkonu 96 kW/130 k. SEAT Leon s ní na jednu náplň nádrží CNG ujede 440 km. Po vyprázdnění nádrží na CNG přejde motor automaticky na spalování benzinu až do dalšího doplnění CNG.
Částečně hybridní jednotky eTSI mají 48V elektromotor a jejich základem jsou zážehové motory 1,0 litru o výkonu 110 k nebo 1,5 litru s výkonem 150 k. Systém umožňuje modelu Leon v některých jízdních situacích setrvačnou jízdu s vypnutým motorem a při zpomalování získává zpět kinetickou energii, která se ukládá do 48V sady lithium-iontových akumulátorů.
Externě nabíjitelná hybridní verze (eHybrid) kombinuje zážehový motor 1.4 TSI, elektromotor a sadu lithium-iontových akumulátorů o kapacitě 13 kWh a nabízí nejvyšší celkový výkon 150 kW/204 k. Vůz ujede v režimu výhradně elektrického pohonu 60 km na jedno nabití. Nabíjení trvá pouhých 3,5 hodiny výkonem 3,6 kW z elektrické zásuvky se střídavým proudem. Kompletní nabití ze zásuvky 230 V trvá 6 hodin.
Motory lze kombinovat s šestistupňovou mechanickou převodovkou nebo s šestistupňovou automatickou převodovkou DSG (Direct Shift Gearbox), případně se sedmistupňovou dvouspojkovou automatickou převodovkou DSG u menších motorů s točivým momentem až 250 N.m. Sedmistupňová dvouspojková automatická převodovka používá suché spojky, které snižují hmotnost, spotřebu paliva a emise.
Standardní výbava zahrnuje systém „Kessy“ pro automatické zamykání a spouštění motoru tlačítkem, elektronicky ovládanou parkovací brzdu, osmipalcový displej informačního a zábavního systému, 2 vstupy USB, světlomety LED s automatickým ovládáním dálkových světel, elektricky ovládaná a vyhřívaná vnější zpětná zrcátka, čalounění sedadel tkaninou, kůží obšitý volant, kůží obšitou hlavici řadicí páky a SEAT Connect.
Leon se dodává se sedmi stupni výbavy: SE s 16“ koly z lehké slitiny, 8,25“ displejem informačního a zábavního systému a parkovacími senzory vzadu; SE Dynamic k tomu přidává 17“ kola z lehké slitiny, digitální panel sdružených přístrojů Digital Cockpit, multimediální systém s 10“ dotykovým displejem a parkovacího asistenta (včetně parkovacích senzorů vpředu a vzadu); FR rozšiřuje výbavu o stylistické prvky FR, sportovní podvozek, automatické světlomety a ovládání stěračů senzorem deště; FR First Edition nabízí navíc 18“ kola z lehké slitiny, prediktivní adaptivní tempomat ACC, zadní kameru a bezkabelovou nabíječku telefonů; FR Sport přidává navíc ještě vyhřívání sedadel vpředu, asistenta pro jízdu v jízdním pruhu Lane Assist a tmavě tónovaná skla oken vzadu; XCELLENCE má také čalounění umělým semišem z mikrovlákna a bezklíčkový přístupový systém KESSY Advanced; a XCELLENCE Lux k tomu přidává 18“ kola Aerodynamic Performance z lehké slitiny, čalounění kůží a dekorační osvětlení interiéru.

### Bezpečnost
Standardní výbava zahrnuje asistenta pro sledování slepého úhlu, asistenta pro vyjetí z parkovacího místa (vizuálně a akusticky upozorňuje řidiče na přibližující se vozidla a v případě nutnosti vůz zastaví), přednárazový bezpečnostní systém (po detekci bezprostředně hrozící kolize senzory připraví vozidlo a jeho cestující na nehodu přitáhnutím bezpečnostních pásů a uzavřením oken), asistenta pro stav nouze (pokud řidič nejeví za volantem aktivitu, aktivuje výstražná světla, udržuje vůz ve svém jízdním pruhu a poté aktivuje brzdy až do úplného zastavení) a prediktivní adaptivní tempomat.
Součástí sériové výbavy je nyní také sedm airbagů včetně nového standardního centrálního bočního airbagu vpředu, který zabraňuje případnému poranění hlavy řidiče a spolujezdce vpředu v případě boční kolize.
Čtvrtá generace modelu SEAT Leon absolvovala v roce 2020 testy bezpečnosti Euro NCAP a dosáhla 5hvězdičkového celkového hodnocení.
| Test                             | Hodnocení     | Body  |
| -------------------------------- | ------------- | ----- |
| Celkem:                          | 5/5 hvězdiček | N / A |
| Dospělý :                        | 92%           | 30    |
| Děti:                            | 88%           | 40    |
| Chodci :                         | 71%           | 25    |
| Bezpečnostní asistenční systémy: | 80%           | 5     |

### Technologie
Leon je s výjimkou základní verze vybaven digitálním panelem sdružených přístrojů a také technologií Full Link se systémy MirrorLink, Android Auto a Apple CarPlay, které jsou kompatibilní s většinou chytrých telefonů na trhu. Standardní informační a zábavní systém se může pochlubit 8,25“ displejem, zatímco vyšší úrovně výbavy mají navigační systém s větším, 10“ displejem, síťově propojenou navigací se zobrazováním map ve formátu 3D, hlasovým ovládáním a rozpoznáváním gest. Na přání dodávaná přihrádka pro konektivitu umožňuje bezkabelové nabíjení telefonů. V přední části interiéru jsou standardně dva vstupy USB-C, ve vyšších stupních výbavy jsou další dva vstupy v zadní části interiéru. Karta eSIM zajistí prostřednictvím standardní služby eCall okamžité přivolání záchranných služeb v případě vážné nehody.

### Výbava na přání
Mezi prvky výbavy na přání (některé z nich se dodávají standardně ve vyšších stupních výbavy) patří zadní kamera, audiosystém BeatsAudio s 9 reproduktory, parkovací asistent, sportovní sedadla čalouněná kůží a světlomety LED s automatickým nastavováním rozložení světla.
Prvky výbavy na přání je možné objednávat jednotlivě nebo v paketech
Zimní paket zahrnuje vyhřívání předních sedadel, trysek ostřikovačů a volantu.
Komfortní paket obsahuje senzor světla a deště pro automatické ovládání stěračů a světlometů, funkce Coming Home a Leaving Home a samostmívací vnitřní zpětné zrcátko.
Bezpečnostní paket zahrnuje asistenta pro detekci rizika kolize vpředu s funkcí brzdění před vozidly, cyklisty a chodci. Jeho součástí je také multifunkční kamera, omezovač rychlosti jízdy, asistent pro jízdu v jízdním pruhu a rozpoznávání únavy řidiče.

### CUPRA Leon
CUPRA Leon se dodává s přeplňovanými zážehovými motory 2,0 litru o výkonu 245 k nebo 300 k. V porovnání s běžným modelem SEAT Leon má CUPRA Leon o 25 mm nižší světlou výšku vpředu a o 20 mm vzadu.
Vrcholnou verzí je CUPRA Leon ST 4Drive o výkonu 310 k. Tento model se dodává pouze s karoserií kombi, pohonem všech kol a převodovkou DSG. CUPRA Leon ST 4Drive zrychlí z nuly na 100 km/h za 4,8 sekundy a má elektronicky omezenou nejvyšší rychlost 250 km/h.
CUPRA Leon e-Hybrid má externě nabíjitelný hybridní pohon (PHEV) složený z přeplňovaného zážehového čtyřválce 1,4 litru o výkonu 245 k, elektromotoru o výkonu 115 k a sady lithium-iontových akumulátorů o kapacitě 13 kWh. Systém poskytuje točivý moment 400 N.m. Vůz díky tomu zrychlí z nuly na 100 km/h za 6,7 sekundy. SEAT uvádí dojezd 52 km v režimu výhradně elektrického pohonu, kombinovanou spotřebu paliva 1,3 l/100 km a emise CO2 30 g/km.
Obě verze o výkonu 245 k jsou sériově vybaveny 18“ koly z lehké slitiny, zatímco výkonnější varianty mají 19“ kola z lehké slitiny a kotoučové brzdy průměru 370 mm vpředu s třmeny Brembo.
Prodej modelu CUPRA Leon 300 TSI byl zahájen na začátku roku 2021. Přeplňovaný zážehový čtyřválec 2,0 litru poskytuje nejvyšší výkon 300 k a maximální točivý moment 400 N.m. Tento model zrychlí z nuly na 100 km/h za 5,7 sekundy a dosahuje nejvyšší rychlosti 250 km/h. K dispozici jsou dvě verze. Základní varianta VZ2 je vybavena 19“ koly z lehké slitiny, černými brzdovými třmeny, čtyřmi koncovkami výfukové soustavy a vnějšími detaily v odstínu mědi. Verze VZ3 disponuje odlišnou sadou 19“ kol z lehké slitiny, bezkabelovou nabíječkou mobilních telefonů, vyhřívanými sedadly čalouněnými kůží a vyhřívaným volantem.

### Ocenění
Čtvrtá generace modelu Leon získala již několik ocenění včetně Zlatého volantu pro verzi SEAT Leon 1.5 eTSI v kategorii „Nejlepší poměr cena/produkt do 35 000 eur“. V prosinci 2020 obdržel nový SEAT Leon evropské ocenění „AUTOBEST 2021“ jako „Nejlepší vůz ke koupi v Evropě 2021“.

## SEAT Leon v motoristickém sportu

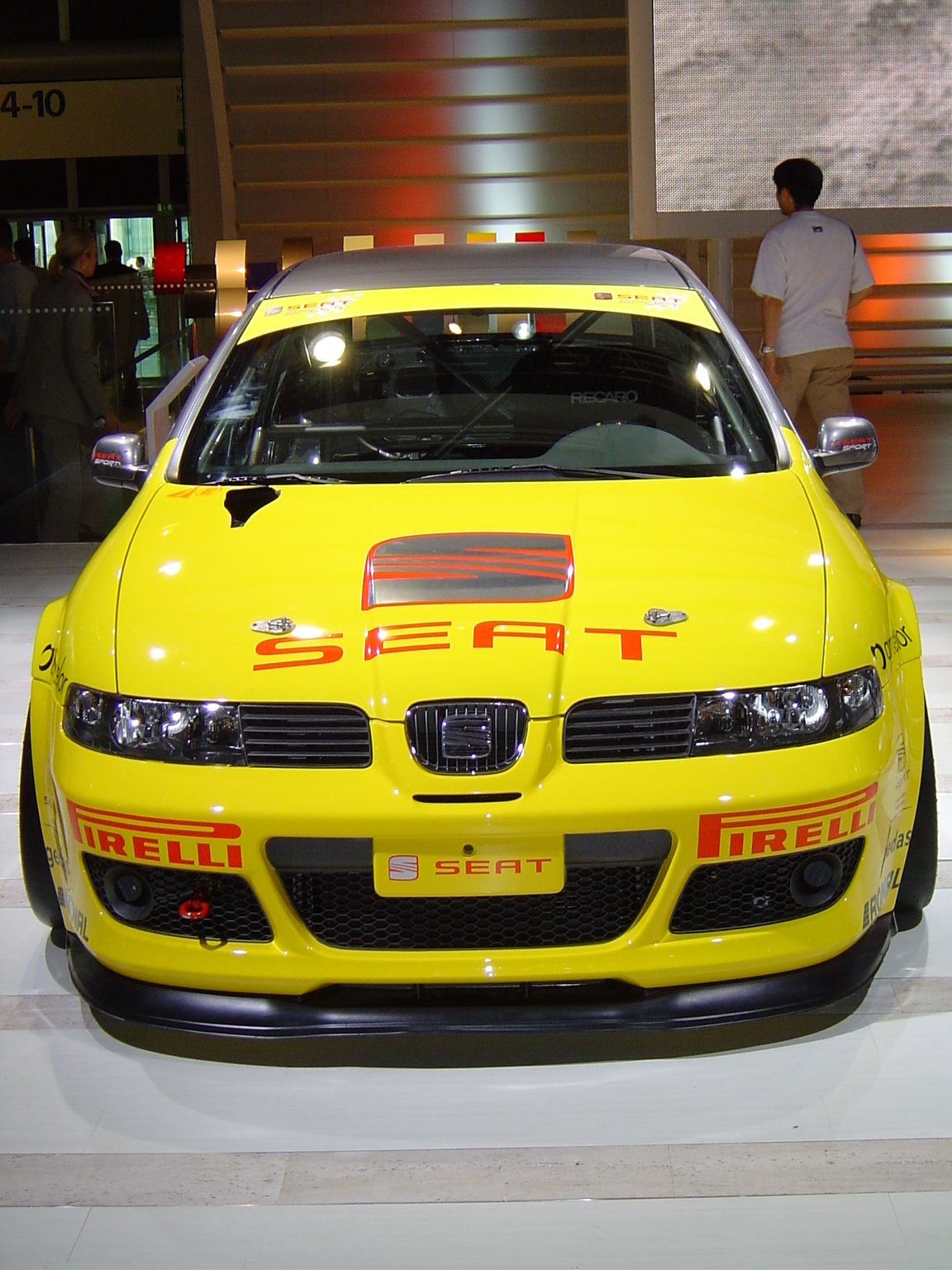
SEAT Leon Mk1 race car

První generace modelu SEAT Leon CUPRA R byla základem značkového poháru SEAT Leon Supercopa. Tyto závody se konaly od roku 2003 ve Španělsku, Velké Británii, Německu a Turecku. Vůz vyvinulo oddělení SEAT Sport. Výkon motoru byl zvýšen na 184 kW (250 k). V říjnu 2005 se poprvé uskutečnil podnik „International Masters“ se čtyřmi nejlepšími jezdci z každého národního seriálu jako doprovodný závod finále španělského mistrovství GT na závodním okruhu Montmeló. Verze poháněná motorem TDI se účastnila italského seriálu vytrvalostních závodů cestovních vozů ECTS.
IV roce 2006 byl závodní vůz Supercopa Leon nahrazen novým Leonem. Tento vůz je potenciálně rychlejší než verze WTCC, protože má pod kapotou přeplňovaný motor 2,0 litru s výkonem více než 221 kW (300 k), vyšší točivý moment, převodovku DSG, lepší aerodynamiku (včetně předního a zadního spoileru z vozu WTCC plus difuzéru pod vozem místo ploché spodní části) a 18“ kola místo povinných 17“ kol z WTCC.
Pro rok 2007 bylo ve Velké Británii vypsáno mistrovství SEAT CUPRA (součást podniků TOCA) pro závodní vozy CUPRA na základě nového Leonu s výkonem 221 kW (300 k) a 1. generaci závodních vozů Leon CUPRA R o výkonu 184 kW (250 k).
SEAT Leon Eurocup byl odstartován v roce 2008 jako seriál doprovodných závodů mistrovství světa cestovních vozů WTCC (World Touring Car Championship).
Tento závodní vůz zvítězil v roce 2014 ve třídě D ve 12h závodě Liqui Moly Bathurst.

### SEAT Leon Super 2000

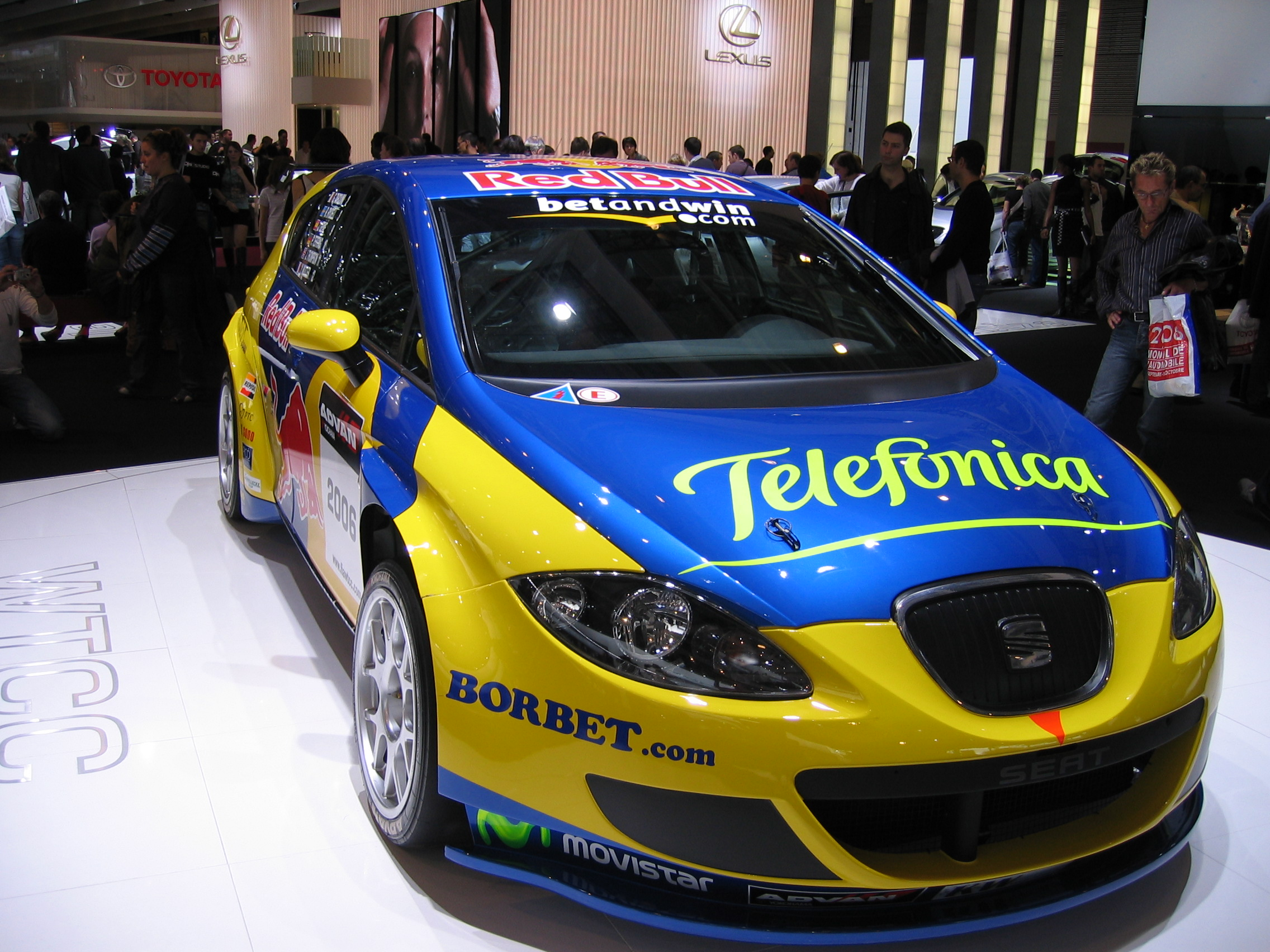
SEAT Leon Mk2 WTCC race car

SEAT v průběhu roku 2005 nahradil vozy Toledo CUPRA, které bojovaly o titul v úvodních podnicích mistrovství světa cestovních vozů WTCC, druhou generací Leonu. Vůz měl několik úprav včetně závodního motoru, který dosahoval nejvyššího výkonu více než 191 kW (260 k), sekvenční převodovky Hewland (nemá nic společného s DSG) a souboru aerodynamických prvků pro zvýšení přítlaku (Leon měl jako hatchback nevýhodu oproti konvenčním tříprostorovým sedanům). Minimální hmotnost je 1140 kg i s řidičem. SEAT Sport nasazoval v partnerství s týmem ORECA ve WTCC šest vozů. Další dva vozy připravoval tým SEAT Sport UK (Northern South) se sídlem v Northamptonu (Velká Británie) v britském mistrovství cestovních vozů BTCC (British Touring Car Championship). Se dvěma vozy se účastnilo oddělení SEAT Sport Italia italského mistrovství Superturismo.
V polovině roku 2007 představil SEAT závodní vůz Leon TDI jako zbraň proti dominanci BMW. Vůz s Yvanem Mullerem za volantem byl slibný a tým mohl v Macau v mistrovství zvítězit nebýt problémů se spolehlivostí, které donutily Mullera z prvního závodu odstoupit. Problémy s motorem se nepodařilo vyřešit včas, a tak Muller nemohl do druhého závodu nastoupit. V důsledku toho získal titul Andy Priaulx s BMW 320si.
Muller v roce 2008 zvítězil v mistrovství světa cestovních vozů FIA WTCC v hodnocení jezdců za volantem závodního vozu Leon TDI a SEAT získal titul v hodnocení konstruktérů. Leon TDI byl rovněž dovozcem SEAT UK nasazován v britském mistrovství BTCC. Hlavním jezdcem byl Jason Plato. V hodnocení jezdců skončil Plato druhý za Fabriziem Giovanardim s vozem Vauxhall. Importér SEAT UK z mistrovství na konci sezony odešel. Byla to tak jediná sezona, kdy se Leon TDI účastnil závodů BTCC.
V roce 2009 se Gabriele Tarquini stal s vozem Leon TDI mistrem světa mezi jezdci a SEAT získal podruhé v řadě mistrovství titul mezi konstruktéry. SEAT Sport na konci sezony oficiálně ukončil svou tovární podporu. Závodní vozy Leon TDI byly v následující sezoně nasazovány týmem Sunred Engineering. Přestože byl tým bez oficiální tovární podpory SEAT, nesl v hodnocení konstruktérů název SEAT Customers Technology. Tarquini skončil na druhém místě mezi jezdci za Yvanem Mullerem s Chevroletem.
WTCC zavedlo pro rok 2011 nová pravidla včetně motorů. Jednalo se o přeplňované motory 1,6 litru s podobnou konstrukcí jako v mistrovství světa v rallye (WRC). Tým Sunred zkonstruoval v souladu s těmito změnami na základě tehdejšího vozu Leon TDI závodní vůz SUNRED SR Leon 1.6T. Tyto vozy však nebyly na začátku sezony ještě připraveny. Jezdci Sunred proto používali starší vozy Leon TDI, které se závodů mohli i nadále účastnit díky poháru Jay Ten Trophy vypsaném společností Eurosport, promotérem závodního seriálu, pro vozy se specifikací z roku 2010.
SEAT Sport se v roce 2012 neoficiálně vrátil do mistrovství a představil závodní vůz SEAT Leon WTCC, který nahradil v soukromých týmech závodní vozy SR Leon od společnosti Sunred. Někteří jezdci, například Tom Boardman a Tiago Monteiro, vstoupili do sezony se starými vozy Leon TDI. Verze TDI se mohla i nadále používat v evropském poháru cestovních vozů ETCC (European Touring Car Cup). V roce 2012 zvítězil v tomto mistrovství Fernando Monje. Leon TDI byl pro následující sezonu ETCC zakázán a všechny týmy přešly na závodní vozy Leon WTCC 2012. Sezona 2012 tak byla poslední, kdy se vozy se vznětovými motory účastnily mistrovství WTCC a ETCC. Leon WTCC byl v souladu s pravidly do roku 2014, kdy byla zavedena třída TC1 (nicméně Leon WTCC mohl být v roce, kdy byla zavedena třída TC1, nasazován ve třídě TC2).

### Leon Cup Racer and Leon TCR

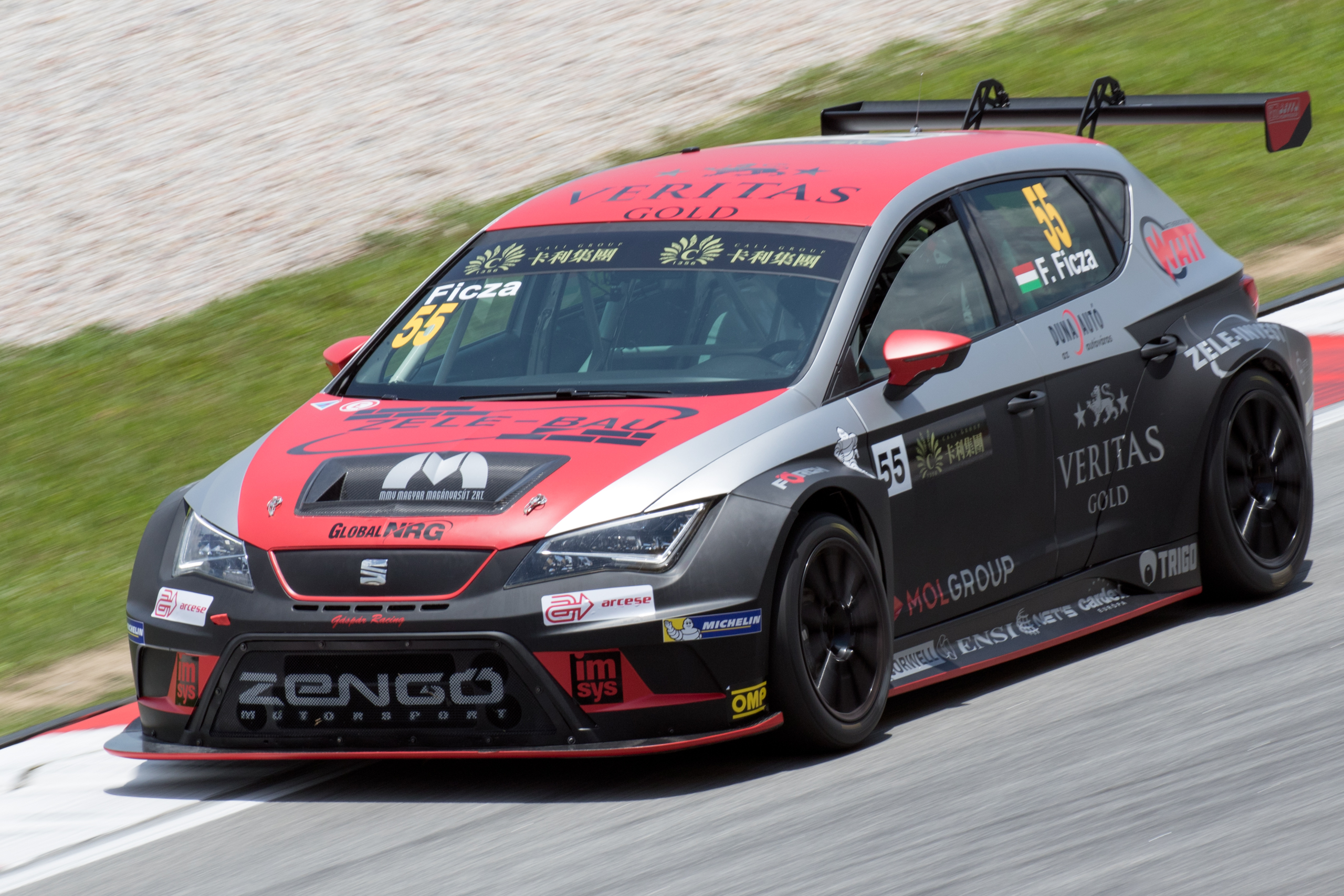
SEAT Leon Cup Racer race car

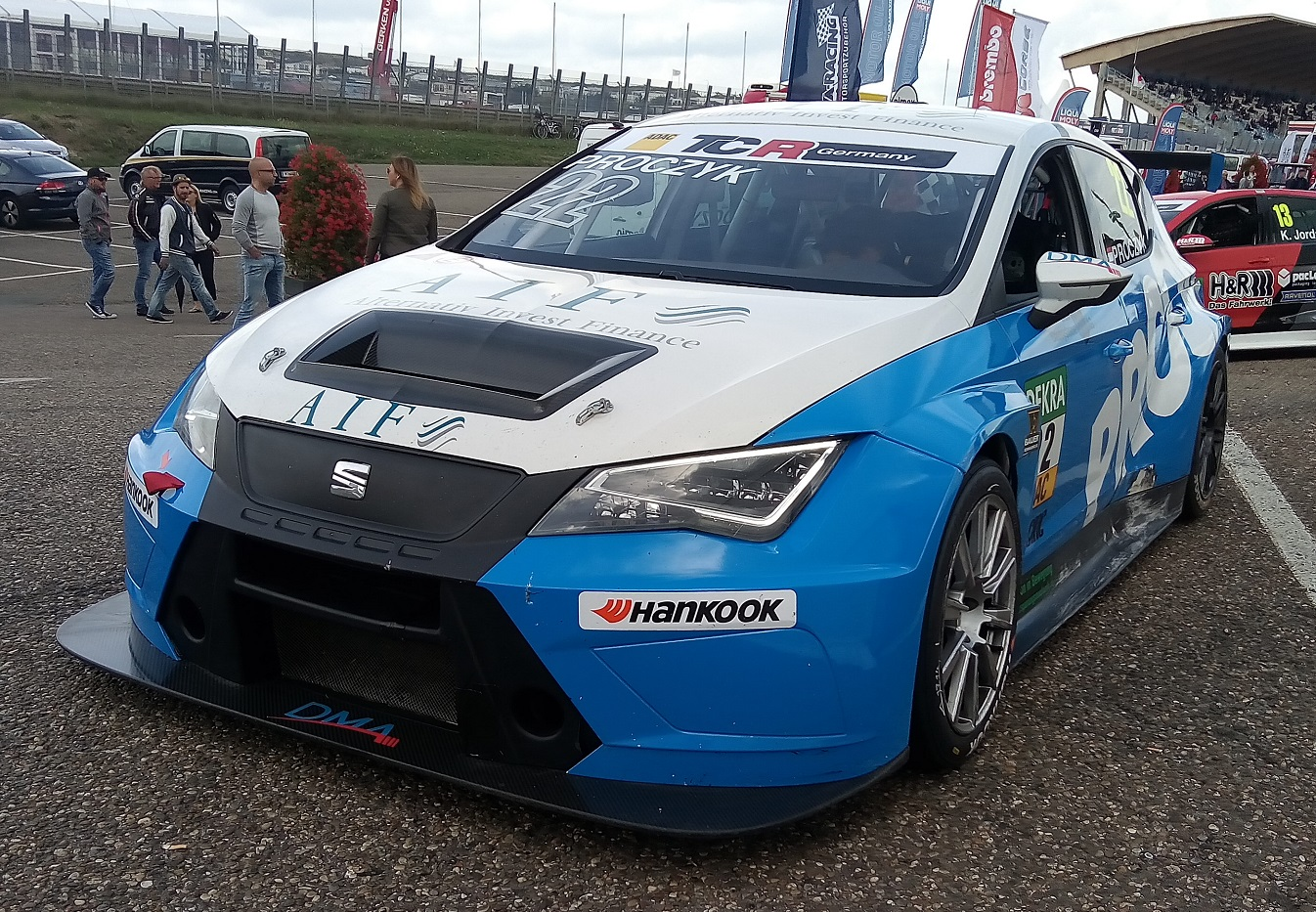
Seat Leon TCR race car

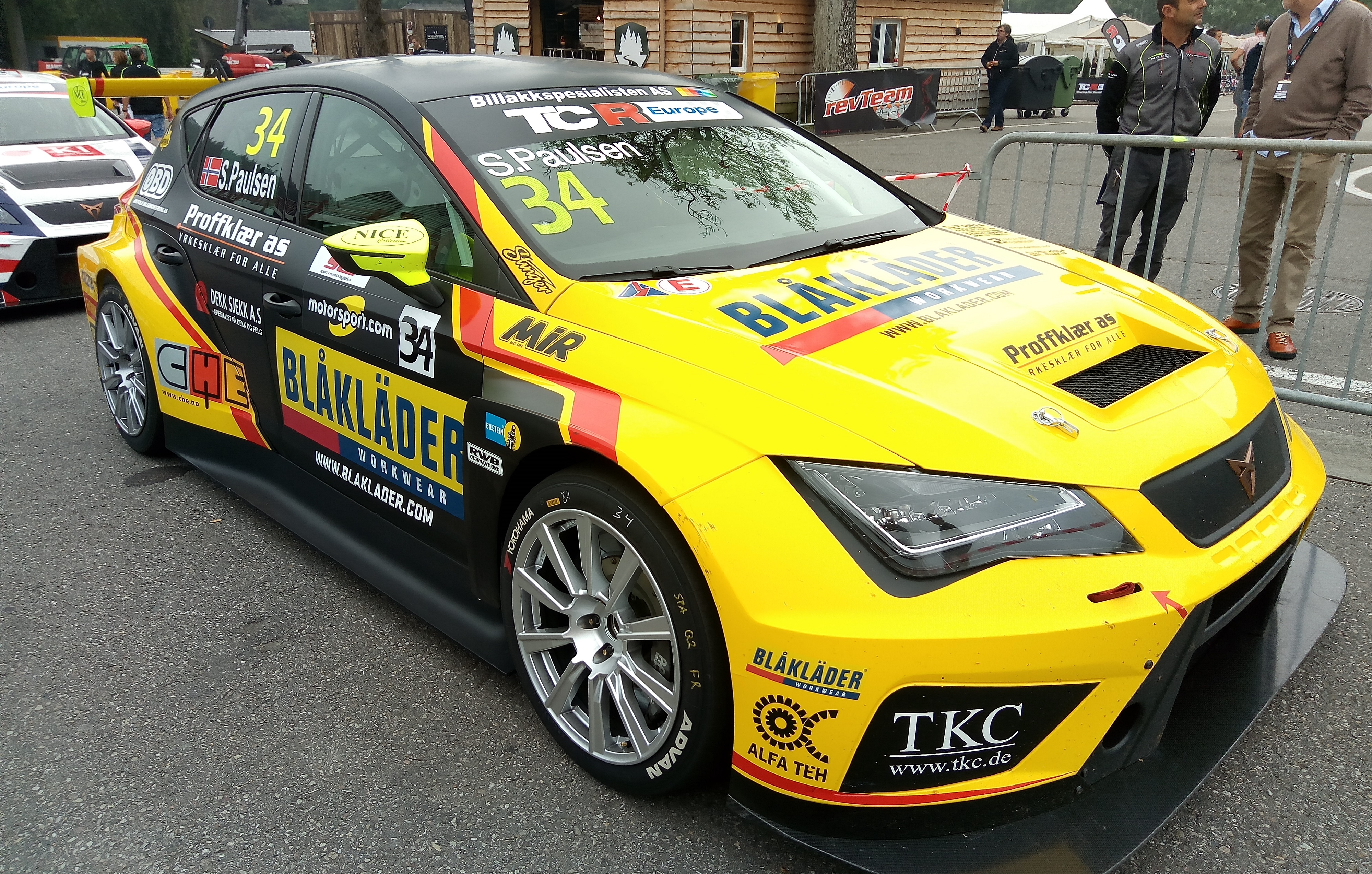
Cupra Leon TCR race car

SEAT Sport v roce 2013 představil koncepční vůz na základě třetí generace modelu Leon. Původně to měl být vůz, s nímž by se SEAT Sport vrátil do mistrovství světa cestovních vozů s kompletně továrním týmem v rámci nových pravidel TC1. SEAT Sport však oznámil, že se tento vůz bude používat od roku 2014 v obnoveném poháru Leon Eurocup.
Leon Cup Racer poté vytvořil základ pro nově založený seriál okruhových závodů cestovních vozů TCR International Series. Pravidla TCR používají tento vůz jako vzor pro aerodynamické části vozu. V roce 2016 představil SEAT Sport Leon ve verzi TCR. Původní Cup Racer se přitom na základě pravidel TCR mohl i nadále účastnit mezinárodního seriálu, ale i národních a regionálních mistrovství.
Se závodními vozy SEAT Leon Cup Racer TCR a podporou českého importéra slavil úspěchy v seriálech ETCC a TCR také český jezdec Petr Fulín, který získal celkem tři tituly mistra (jeden s vozem Leon Cup Racer, v roce 2017) a dva tituly vicemistra (oba s vozem Leon Cup Racer v letech 2015 a 2016) v evropském poháru cestovních vozů FIA ETCC. Po třech úspěšných sezonách v ETCC v letech 2015 až 2017 si Petr Fulín v roce 2018 vyzkoušel i několik startů v seriálu TCR – a hned v prvním vystoupení na mosteckém okruhu vybojoval v závodě TCR Germany páté a první místo. Celkově Petr Fulín ze svých čtyř startů v TCR Germany posbíral zlato, stříbro a dvě umístění v Top 10 a mezi jezdci s vozy CUPRA dosáhl nejlepších výsledků.
Fulínův SEAT Leon Cup Racer TCR měl pod kapotou přeplňovaný dvoulitrový motor TSI o výkonu 257 kW (350 k). Maximální točivý moment 420 N.m byl k dispozici v širokém rozsahu otáček a na přední kola byl přenášen prostřednictvím šestistupňové sekvenční převodovky a samosvorného diferenciálu.
Na oslavu Fulínova titulu v ETCC 2017 byl na českém trhu nabízen pro modely SEAT Leon CUPRA akční paket CUPRA #22, jehož název odkazoval na startovní číslo 22, s nímž Fulín dominoval za volantem vozu SEAT Leon Cup Racer evropským okruhům.
Petr Fulín jezdil s okruhovými závodními vozy SEAT Leon s krátkými přestávkami od roku 2009 do roku 2018 v nejrůznějších závodních seriálech. Od roku 2019 se Fulínův tým Fullinrace Academy úspěšně účastní se závodními vozy Leon Cup Racer seriálu TCR Eastern Europe.

### Souhrn
| Year | Championship                      | Result            |
| ---- | --------------------------------- | ----------------- |
| 2006 | British Touring Car Championship  | 1 (Manufacturers) |
| 2006 | Italian Superturismo Championship | 1 (Drivers)       |
| 2007 | British Touring Car Championship  | 1 (Teams)         |
| 2007 | Danish Touringcar Championship    | 1                 |
| 2008 | World Touring Car Championship    | 1                 |
| 2009 | World Touring Car Championship    | 1                 |
| 2012 | Russian Touring Car Championship  | 3                 |

## Počty prodaných a vyrobených vozů
Od uvedení modelu SEAT Leon na trh v roce 1999 až do současnosti se vyrobily a prodaly více než 2 miliony vozů tří generací. Výroba vozů SEAT Leon probíhala kromě výrobního závodu SEAT v Martorellu také v dalších montážních závodech koncernu Volkswagen.
V roce 2011 bylo celkem prodáno 77 075 vozů SEAT Leon, zatímco výroba dosáhla 80 736 vozů.
Celkové počty vozů SEAT Leon, vyrobených v příslušných letech v montážních závodech SEAT a dalších značek koncernu Volkswagen, uvádí následující tabulka:
| Model                             | 1999  | 2000   | 2001   | 2002   | 2003   | 2004   | 2005   | 2006    | 2007    | 2008   | 2009   | 2010   | 2011   | 2012   | 2013    | 2014    | 2015    | 2016    | 2017    | 2018    | 2019    |
| --------------------------------- | ----- | ------ | ------ | ------ | ------ | ------ | ------ | ------- | ------- | ------ | ------ | ------ | ------ | ------ | ------- | ------- | ------- | ------- | ------- | ------- | ------- |
| SEAT León Total annual production | 6,080 | 93,123 | 91,939 | 93,606 | 96,536 | 90,850 | 98,130 | 126,511 | 120,630 | 96,761 | 66,368 | 79,462 | 80,736 | 71,295 | 114,568 | 157,087 | 169,455 | 163,228 | 163,306 | 159,486 | 153,837 |